# تستوستيرون
التستوستيرون هو الهرمون التناسلي والأندروجين الأساسي عند الذكور. يلعب التستوستيرون في البشر دورًا رئيسًا في نمو الأنسجة التناسلية الذكرية مثل الخصيتين والبروستات، إضافةً إلى تعزيز الخصائص الجنسية الثانوية مثل زيادة الكتلة العضلية والعظمية ونمو شعر الجسم. كما يرتبط بزيادة العدوانية والرغبة الجنسية والهيمنة وإظهار المغازلة ومجموعةٍ واسعةٍ من الخصائص السلوكية. يشارك التستوستيرون أيضًا في صحة ورفاهية كلا الجنسين، وذلك لتأثيره الكبير على الحالة المزاجية العامة والإدراك والسلوك الاجتماعي والجنسي والأيض وإنتاج الطاقة والجهاز القلبي الوعائي والوقاية من هشاشة العظام. قد يؤدي انخفاض مستوى التستوستيرون عند الرجال إلى اضطراباتٍ تشمل الضعف وتراكم الأنسجة الدهنية داخل الجسم والقلق والاكتئاب ومشاكل الأداء الجنسي وفقدان الكتلة العظميَّة. كما قد يرتبط فرط مستوى التستوستيرون لدى الرجال بفرط الأندروجين، وارتفاع خطر الإصابة بقصور القلب، وزيادة معدل الوفيات لدى الرجال المصابين بسرطان البروستات، والصلع الوراثي عند الذكور.
يعد التستوستيرون هرمونًا ستيرويديًا من فئة الأندروستانات، ويحتوي على كيتون ومجموعة هيدروكسيل في الموضعين الثالث والسابع عشر على التوالي. يصطنع حيويًا في عدة خطواتٍ من الكوليسترول ويتحول في الكبد إلى مستقلباتٍ خاملة. يحدث تأثيره عبر الارتباط بمستقبل الأندروجين وتنشيطه. يفرزُ التستوستيرون أساسًا، في البشر ومعظم الفقاريات الأخرى، بواسطة الخصيتين في الذكور، وفي مبايض الإناث بدرجةٍ أقل. يكون معدل مستويات التستوستيرون في الذكور البالغين حوالي سبع إلى ثماني مرات أكبر من تلك الموجودة في الإناث البالغات. نظرًا لأن عملية أيض التستوستيرون لدى الذكور أكثر حدةً، فإنَّ الإنتاج اليومي يكون أكبر بحوالي 20 مرة لدى الرجال. كما أن الإناث أكثر حساسية للهرمون.
علاوةً على دوره هرمونًا طبيعيًا، فإنَّ التستوستيرون يستخدم دواءً لعلاج قصور الغدد التناسلية وسرطان الثدي. كما يستخدم أحيانًا لدى الرجال الكبار بالسن لمقاومة انخفاض مستويات التستوستيرون والتي تحدث مع التقدم في السن. كما يستخدم بشكلٍ غير قانوني لتحسين اللياقة البدنية والأداء، مثلًا لدى الرياضيين. تدرجه الوكالة العالمية لمكافحة المنشطات على أنه مادة ابتنائيَّة من الفئة S1 «محظورة في جميع الأوقات».

## التسمية
أُطلقت تسمية «Testosterone» على هذا الهرمون للمرة الأولى عام 1935 في ورقةٍ بحثيةٍ لمجموعةٍ هولنديَّة عنوانها «On Crystalline Male Hormone from Testicles (Testosterone)» وتعني «حول هرمون الذكورة البلوري من الخصيتين (التستوستيرون)»، واشتق الاسم من عدة كلماتٍ «Testo-ster-one»، وهي بادئة «Testo-» من «testicle» أي خصية، وفي الوسط «-ster-» من «sterol» أي ستيرول، ولاحقة «-one» من «ketone» أي كيتون.
تُجمع المؤلفات الطبية العربيَّة على تعريب مصطلح «Testosterone» إلى «تستوستيرون»، وبدرجةٍ أقل «تَسْتُوسْتَرُون»، ونادرًا ما يكتب على شكل «تَسْتُسْترون». يشير «القاموس الطبي العربي» بأنَّ هذا المصطلح يأتي من اللغة اللاتينية، ويتكون من بادئة «تست-» (Test-) وتعني الخصية ولاحقة «-ستيرون» (-sterone) وهي اسمٌ لمادة كيميائية في المركب. كما يعرفه بأنه «أحد هرمونات الذكورة، تفرزه الخصيتان، وهو الذي يعطي الذكر الصفات الذكرية كالبروستاتا، والخواص الثانوية كاللحية والصوت ويساعد في نمو العضلات والعظام، ويحافظ عليها. ويمكن تركيبه صناعيًا».
حسب «معجم الكيمياء والصيدلة» الصادر عام 1994 عن مجمع اللغة العربية بالقاهرة فإنَّ «التستوستيرون» هو «هرمون استرويدي بلوري أبيض أو أبيض مصفر، عديم الرائحة، ثابت في الهواء. ينصهر عند 153-157 درجة مئوية، عديم الذوبان في الماء، يذوب في الكحول المطلق وفي الكلوروفورم وفي الزيوت النباتية. حضِّر لأول مرة عام 1935 من خصى الحيوان، يحضر الآن تجاريًا بتخليقه من الكوليستيرول، يستعمل في تحسن القدرة الجنسية للذكور وفي البناء الأيضي. صيغته الكيميائية: (ك19يد28أ2) (C19H28O2)».
يطلق محمد بن عبد الجليل بلقزيز (ولد في مراكش عام 1929)، وهو عالم لسانياتٍ المغرب مختصٌ في التأثيل اللغوي، في كتابه «مصطلحات التشريح في المراجع العربية الأصيلة بطريقة التأثيل» على «التستوستيرون» تسمية «خصيصاص»، فيذكر بأنه «إفراز داخلي مصدره غدة في جوف الخصية تدعى غدة خصاصية، وهي مصدر إفراز الهرمون الذي أدعوه خصيصاص (testostérone)».

## التأثيرات الحيوية

### التأثيرات على النمو الوظائفي
تعمل الأندروجينات عمومًا، مثل التستوستيرون، على تعزيز الاصطناع الحيوي للبروتين وبالتالي نمو الأنسجة ذات مستقبلات الأندروجين. يمكن وصف التستوستيرون بأنَّ له تأثيرات ابتنائيَّة وأندروجينية (ذكورية)، وذلك على الرغم من أنَّ هذه الأوصاف التصنيفية كيفية نسبيًا، لوجود قدر كبير من التداخل المتبادل بينهما. كما أنَّ الفاعلية النسبية لهذه التأثيرات قد تعتمد على عوامل مختلفة وهي موضوع بحثٍ مستمر. قد يُحدث التستوستيرون تأثيراتٍ مباشرةٍ على الأنسجة المستهدفة أو يُستقلب بواسطة مختزلة الألفا-5 إلى ثنائي هيدرو التستوستيرون أو يُؤرمت إلى إستراديول، وعلى الرغم أنَّ كلٍ من التستوستيرون وثنائي هيدرو تستوستيرون يرتبطان مع مستقبلٍ الأندروجين، إلا أنَّ ثنائي هيدرو التستوستيرون يمتلك ألفةً رابطةً أقوى من التستوستيرون، لذلك قد تحدث مستويات قليلة منه تأثيرًا أندروجيني أكثر في أنسجةٍ معينة.
تتضمن التأثيرات الابتنائيَّة، نمو كتلة العضلات وقوتها، وزيادة كثافة العظام وقوتها، وتحفيز النمو الخطي ونضج العظام. أما التأثيرات الأندروجينية (الذكورية) فتتضمن نضج الأعضاء الجنسيَّة، خاصةً القضيب، وتكوين الصفن في الجنين، وبعد الولادة (عادةً عند البلوغ) خشونة الصوت ونمو شعر الوجه (مثل اللحية) وشعر الإبط، حيث تندرج العديد من هذه التأثيرات الأندروجينية ضمن فئة الخصائص الجنسية الثانوية للذكور.
يمكن أيضًا تصنيف تأثيرات التستوستيرون حسب العمر الذي تحدث فيها عادةً. تعتمد تأثيرات بعد الولادة في كلٍ من الذكور والإناث غالبًا على مستويات ومدة دوران التستوستيرون الحر.

#### قبل الولادة
تنقسم التأثيرات قبل الولادة إلى فئتين، مصنفة وفقًا لمراحل النمو.
تحدث الفترة الأولى بين 4 إلى 6 أسابيع من الحمل، وتشمل الأمثلة ذكورة الأعضاء التناسلية مثل اندماج خط الوسط، والإحليل القضيبي [الإنجليزية]، وترقق الصفن وتغضُّنه، وتضخم القضيب [الإنجليزية]، وذلك على الرغم من أن دور هرمون التستوستيرون أقل بكثير من دور هرمون ثنائي هيدرو التستوستيرون. يحدث أيضًا نموٌ في غدة البروستات والحويصلات المنوية.[بحاجة لمصدر]
يرتبط مستوى الأندروجين بتكوين الجنس خلال الثلث الثاني من الحمل، حيث يعمل هرمون التستوستيرون تحديدًا، جنبًا إلى جنب مع الهرمون ضد المولري (AMH)، على تعزيز نمو قناة وولف وتنكس قناة مولر على التوالي. تؤثر هذه الفترة على تأنيث أو تذكير الجنين وقد تكون مؤشرًا أفضل للسلوكيات الأنثوية أو الذكورية مثل السلوكيات المرتبطة بالجنس مقارنة بمستويات البالغين أنفسهم. كما يبدو أن الأندروجينات قبل الولادة تؤثر على الاهتمامات والمشاركة في الأنشطة المرتبطة بالجنس ولها تأثيرات معتدلة على القدرات المكانية. ارتبط اللعب الذكوري النموذجي في مرحلة الطفولة بانخفاض الرضا عن الجنس الأنثوي وانخفاض الاهتمام المغاير في مرحلة البلوغ بين النساء المصابات بفرط تنسج الكظرية الخلقي.

#### سن الرضاعة
تعد تأثيرات الأندروجين في مرحلة الرضاعة الأقل فهمًا. ففي الأسابيع الأولى من حياة الرضع الذكور، ترتفع مستويات هرمون التستوستيرون، وتظل المستويات في نطاق البلوغ لبضعة أشهر، ولكنها عادةً ما تصل إلى مستويات الطفولة التي بالكاد يمكن اكتشافها بحلول عمر 4-7 أشهر. إنَّ وظيفة هذا الارتفاع في البشر غير معروفة، وقد طرحت نظرية مفادها أن تذكير الدماغ يحدث لأنه لم تُحدد أي تغييرات كبيرة في أجزاء أخرى من الجسم. يحدث تذكير الدماغ الذكري عبر تحويل هرمون التستوستيرون إلى إستراديول،  والذي يعبر الحاجز الدموي الدماغي ويدخل الدماغ الذكري، بينما تحتوي الأجنة الأنثوية على ألفا فيتو بروتين، والذي يرتبط بالإستروجين بحيث لا تتأثر أدمغة الإناث.

#### قبل البلوغ
تظهر آثار ارتفاع مستويات الأندروجين لدى كل من الأولاد والبنات قبل البلوغ، وتشمل هذه الآثار رائحة الجسم التي تشبه رائحة البالغين، وزيادة دهنية الجلد والشعر، وحب الشباب، وظهور شعر العانة، وشعر الإبط، والنمو السريع، وتسارع نمو العظم، وظهور شعر الوجه.

#### عند البلوغ
تبدأ التأثيرات البلوغيَّة في الظهور عندما تكون مستويات الأندروجين أعلى من المستويات الطبيعية لدى الإناث البالغات لعدة أشهر أو سنوات. أما في الذكور، فتكون هذه التأثيرات البلوغية متأخرة عادةً، وتحدث لدى النساء بعد فتراتٍ طويلة من ارتفاع مستويات هرمون التستوستيرون الحر في الدم. وتشمل التأثيرات:
- نمو الأنسجة مولِّدة الحيوانات المنوية في الخصيتين، وزيادة الخصوبة عند الذكور، وتضخم القضيب أو البظر، وزيادة الرغبة الجنسية وتكرار الانتصاب أو تَحَفُّل (احتقان) البظر.
- نمو الفك والحاجب والذقن والأنف وإعادة تشكُل ملامح عظام الوجه، بالتزامن مع هرمون النمو البشري.[34]
- اكتمال نضوج العظم وانتهاء النمو، ويحدث هذا بشكلٍ غير مباشر عبر مستقلبات الإستراديول، ويكون تدريجيًا في الرجال أكثر من النساء.
- زيادة قوة العضلات وكتلتها، كما تصبح الكتفين أوسع ويتمدد القفص الصدري، وتزداد خشونة الصوت، وتنمو الحردقة (تفاحة آدم).
- تضخم الغدد الدهنية، مما قد يسبب حب الشباب، وانخفاض الدهون تحت الجلد في الوجه.
- يمتد شعر العانة إلى الفخذين وحتى السرة، وينمو شعر الوجه (سالف الشعر، اللحية، الشارب، كما يتساقط شعر فروة الرأس (الثعلبة الأندروجينية)، ويزداد شعر الصدر [الإنجليزية] والشعر حول الحلمة والشرج، إضافةً إلى شعر الساق [الإنجليزية] وشعر الإبط.

#### البالغ
يعد هرمون التستوستيرون ضروريًا لتطور الحيوانات المنوية بصورةٍ طبيعية، فهو ينشط الجينات في خلايا سيرتولي، والتي تعزز تمايز بزرة هذه الحيوانات. كما ينظم استجابة المحور الوطائي-النخامي-الكظري (HTA axis) عند الهيمنة. تعمل الأندروجينات بما في ذلك التستوستيرون على تعزيز نمو العضلات، وينظم التستوستيرون أيضًا عدد مستقبلات الثرومبوكسان A2 على الخلايا كبيرة النواة والصفائح الدموية، وبالتالي تتكدس الصفائح الدموية لدى البشر.
تظهر تأثيرات هرمون التستوستيرون لدى البالغين بشكل أكثر وضوحًا في الذكور مقارنةً بالإناث، ولكن يرجح أنها مهمة لكلا الجنسين. قد تتراجع بعض هذه التأثيرات مع انخفاض مستويات هرمون التستوستيرون في العقود الأخيرة من حياة البالغين.
يتأثر الدماغ أيضًا بهذا التمايز الجنسي، حيث يحول إنزيم الأروماتاز هرمون التستوستيرون إلى إستراديول، ويكون الأخير مسؤولًا عن تذكير الدماغ لدى ذكور الفئران. أما في البشر، فيبدو أن تذكير دماغ الجنين، من خلال ملاحظة تفضيل الجنس لدى المرضى الذين يعانون من عيوبٍ خلقيَّة في تكوين الأندروجين أو وظيفة مستقبل الأندروجين، مرتبط بمستقبلات الأندروجين الوظيفية.
هناك بعض الاختلافات بين دماغ الذكر والأنثى والتي قد تكون بسبب مستويات هرمون التستوستيرون المختلفة، أحدها هو الحجم، حيث يكون دماغ الإنسان الذكر، في المتوسط، أكبر حجمًا.

### التأثيرات الصحية
لم تثبت الدراسات أنَّ التستوستيرون يزيد من خطر الإصابة بسرطان البروستاتا. قد وجد أنَّ ارتفاع مستوى التستوستيرون إلى ما يتجاوز مستوى الإخصاء لدى الأشخاص الذين خضعوا لعلاج الحرمان من التستوستيرون يزيد من معدل انتشار سرطان البروستاتا الموجود سابقًا.
ظهرت نتائج متضاربة فيما يتعلق بأهمية التستوستيرون في الحفاظ على صحة الجهاز القلبي الوعائي، ولكن على الرغم من ذلك، فقد ثبت أنَّ الحفاظ على مستويات طبيعية من التستوستيرون لدى الرجال المسنين يحسن العديد من المعايير التي يُعتقد أنها تقلل من خطر الإصابة بالأمراض القلبية الوعائيَّة، مثل زيادة كتلة الجسم الهزيل وانخفاض كتلة الدهون الحشوية وانخفاض الكولستيرول الإجمالي وتحسين ضبط نسبة السكر في الدم.
يرتبط ارتفاع مستويات الأندروجين بعدم انتظام الدورة الشهرية في كلٍ النساء، سواءً ضمن المجموعات السريرية أو المعيارية. كما قد تكون هناك تأثيراتٌ على النمو غير المعتاد للشعر وحب الشباب وزيادة الوزن والعقم، وتصل أحيانًا حتى تساقط شعر فروة الرأس. تُرى هذه التأثيرات كثيرًا عند النساء المصابات بمتلازمة المبيض المتعدد الكيسات (PCOS)، لذلك يمكن استخدام هرموناتٍ مثل حبوب منع الحمل للمساعدة في تقليل آثار زيادة مستوى التستوستيرون.
يؤثر التستوستيرون على الوظائف الإدراكيَّة في البشر، وتشمل الانتباه والذاكرة والقدرة المكانية، كما تشير الأدلة الأولية أن انخفاض مستويات التستوستيرون قد تكون عامل خطرٍ للتدهور المعرفي وربما الخرف من نوع آلزهايمر، وتعد حجةً رئيسةً في طب إطالة الحياة لاستخدام التستوستيرون في علاجات مكافحة الشيخوخة. ومع ذلك، تشير الكثير من الدراسات إلى وجود علاقةٍ منحنية أو حتى تربيعية بين القدرة المكانية والتستوستيرون الدائر، حيث يكون لكلٍ من نقص وفرط إفراز الأندروجينات الدائرة تأثيراتٌ سلبية على الإدراك.

#### الجهاز المناعي والالتهاب
يرتبط نقص التستوستيرون بزيادة خطر الإصابة بالمتلازمة الأيضيَّة والأمراض القلبية الوعائية والوفاة، ويعد من عقابيل الالتهاب المزمن. أيضًا يرتبط تركيز التستوستيرون في البلازما عكسيًا بالعديد من الواسمات الحيويَّة للالتهاب، وتشمل البروتين المتفاعل-C والإنترلوكين 1 بيتا والإنترلوكين 6 وعامل نخر الورم ألفا وتركيز الذِّيفان الدَّاخلي، إضافةً إلى تعداد خلايا الدم البيضاء. كما أثبت تحليلٌ تالٍ أنَّ المعالجة بالاستبدال بالتستوستيرون يؤدي إلى انخفاضٍ كبيرٍ في الواسمات الالتهابية. تحدث هذه التأثيرات عبر آلياتٍ مختلفة ذات عملٍ تآزري. تؤدي المعالجة بالاستبدال، في الرجال الذين يعانون من نقص الأندروجين مع التهاب الدرقية الناجم عن المناعة الذاتية المصاحب، إلى انخفاضٍ في عيارات الضد ذاتي للدرقية مع زيادةٍ في قدرة الدرقية على الإفراز (SPINA-GT).

#### الاستخدام الطبي
يستخدم التستوستيرون دواءًا لعلاج قصور الغدد التناسلية الذكريَّة واضطراب الهوية الجندرية وأنواعٍ محددةٍ من سرطان الثدي. يُعرف هذا باسم العلاج البديل بالهرمونات (HRT) أو العلاج البديل بالتستوستيرون (TRT)، والذي يحافظ على مستوياتٍ التستوستيرون في مصل الدم ضمن النطاق الطبيعي. يؤدي انخفاض إنتاج التستوستيرون مع تقدم العمر إلى زيادة الاهتمام بالعلاج البديل بالأندروجين. من غير الواضح ما إذا كان استخدام التستوستيرون للمستويات المنخفضة بسبب الشيخوخة مفيدًا أم ضارًا.
يتواجد التستوستيرون في قائمة الأدوية الأساسية النموذجية لمنظمة الصحة العالمية، وهي الأدوية الأكثر أهمية المطلوبة في نظام صحي أساسي. وهو متاحٌ بشكلٍ مكافئ. يمكن إعطاؤه كريمًا أو لصاقة توضع على الجلد، أو عن طريق الحقن في العضلات، أو قرص يوضع في الخد، أو عن طريق الابتلاع.
تُسبب أدوية التستوستيرون بعض الآثار الجانبية، ومن أكثرها شيوعًا حب الشباب والاستسقاء وتضخم الثدي عند الذكور. كما قد تشمل بعض الآثار الجانبية الخطيرة مثل تسمم الكبد والأمراض القلبية الوعائيَّة (على الرغم من أن تجربة عشوائية لم تجد أي دليلٍ على حدوث آثار قلبية جانبية كبيرة مقارنةً بالدواء الوهمي عند الرجال الذين يعانون من انخفاض هرمون التستوستيرون) والتغيرات السلوكية. قد تصاب النساء والأطفال المعرضون للدواء بالتذكير. يوصى بعدم استخدام الأشخاص المصابين بسرطان البروستاتا للدواء. قد يسبب الدواء ضررًا إذا استخدم أثناء الحمل أو الرضاعة الطبيعية.
تدعم إرشادات عام 2020 الصادرة عن كلية الأطباء الأمريكية مناقشة العلاج بالتستوستيرون لدى الرجال البالغين الذين يعانون من انخفاض مستويات التستوستيرون المرتبط بالعمر والذين يعانون من عجز جنسي. كما يوصون بإجراء تقييم سنوي فيما يتعلق بالتحسن المحتمل، وإذا لم يحدث تحسن، فيجب التوقف عن تناول التستوستيرون، كما يجب على الأطباء التفكير في العلاجات العضلية، بدلًا من العلاجات عبر الجلد، وذلك نظرًا للتكاليف ولأنَّ فعالية وأضرار أي من الطريقتين متشابهة. قد لا يُنصح بالعلاج بالتستوستيرون لأسبابٍ أخرى غير التحسن المحتمل للعجز الجنسي.
لم تلاحظ أي تأثيرات فورية قصيرة المدى على الحالة المزاجية أو السلوك من تناول جرعات فوق فيزيولوجية من التستوستيرون لمدة 10 أسابيع على 43 رجلاً سليمًا.

### الارتباطات السلوكية

#### الإثارة الجنسية
تتبع مستويات التستوستيرون نُظمًا يوماويًا يصل إلى ذروته في وقت مبكرٍ من كل يوم، بغض النظر عن النشاط الجنسي.
قد توجد في النساء ارتباطات بين تجربة النشوة الجنسية الإيجابية ومستويات التستوستيرون. أظهرت الدراسات ارتباطات صغيرة أو غير متسقة بين مستويات التستوستيرون وتجربة النشوة الجنسية لدى الذكور، بالإضافة إلى الحزم الجنسي لدى كلا الجنسين.
تؤدي الإثارة الجنسية لدى النساء إلى زياداتٍ صغيرة في تركيزات التستوستيرون. تزداد مستويات الستيرويدات في البلازما بشكلٍ كبير بعد الاستمناء لدى الرجال وترتبط مستويات التستوستيرون بهذه المستويات.

#### الدراسات الثديية
أشارت الدراسات التي أجريت على الجرذان إلى أنَّ درجة إثارتها الجنسية تتأثر بانخفاض مستويات التستوستيرون. فعندما أعطيت الجرذان المحرومة من التستوستيرون مستوياتٍ متوسطةٍ منه، عادت سلوكياتها الجنسيَّة (التزاوج وتفضيل الشريك وغيرها)، ولكن لم يحدث الأمر ذاته عند إعطائها كمياتٍ منخفضةٍ منه. لذلك، قد توفر هذه الثدييات نموذجًا لدراسة البشر الذين يعانون من عجزٍ في الإثارة الجنسية مثل اضطراب الرغبة الجنسية قاصر النشاط.
أظهرت كل أنواع الثدييات التي فُحصت زيادةً ملحوظة في مستوى التستوستيرون لدى الذكور عند مواجهة أنثى جديدة. ترتبط الزيادة الانعكاسيَّة في التستوستيرون لدى ذكور الجرذان بمستوى الإثارة الجنسية الأولي لدى الذكور.
في الرئيسيات غير البشريَّة، قد يكون التستوستيرون في سن البلوغ محفزًا للإثارة الجنسية، مما يسمح لها بالبحث المتزايد عن تجارب جنسية مع الإناث وبالتالي يخلق تفضيلًا جنسيًا للإناث. أشارت بعض الأبحاث أيضًا أنه أزيل التستوستيرون من نظام الرئيسيات  أو الإنسان الذكر البالغ، فإنَّ دوافعه الجنسية تقل، ولكن لا يوجد انخفاض مماثل في القدرة على الانخراط في النشاط الجنسي (مثل القذف).
وفقًا لنظرية تنافس المني، فقد ثبت أنَّ مستويات التستوستيرون تزداد استجابةً لمحفزاتٍ محايدة سابقًا عند تكييفها لتصبح جنسية في ذكور الجرذان. يؤدي هذا إلى انعكاساتٍ قضيبية (مثل الانتصاب والقذف) التي تساعد في تنافس المني عندما يكون أكثر من ذكر موجودًا في لقاءات التزاوج، مما يسمح بإنتاج المزيد من الحيوانات المنوية الناجحة وفرصةً أعلى للتكاثر.

#### الذكور
يرتبط ارتفاع مستويات التستوستيرون عند الرجال بفترات النشاط الجنسي.
يرتفع متوسط التستوستيرون لدى الرجال الذين يشاهدون فيلمًا جنسيًا صريحًا بنسبة 35%، ويبلغ ذروته بعد 60-90 دقيقة من نهاية الفيلم، ولكن لا توجد زيادة لدى الرجال الذين يشاهدون أفلامًا محايدة جنسيًا. كما أفاد الرجال الذين يشاهدون أفلامًا جنسيًا صريحة بزيادة الدافع والقدرة التنافسية وانخفاض الإرهاق. يوجد رابط بين الاسترخاء بعد الإثارة الجنسية ومستويات التستوستيرون.

#### الإناث
قد تعمل الأندروجينات على تعديل وظيفة الأنسجة المهبليَّة وتساهم في الإثارة الجنسيَّة للأعضاء التناسلية الأنثوية. يكون مستوى التستوستيرون لدى النساء أعلى عند قياسه قبل الجماع مقارنةً بقبل المغازلة، وكذلك بعد الجماع مقارنةً ببعد المغازلة. يؤدي إعطاء التستوستيرون للنساء إلى تأخرٍ زمني في الإثارة التناسلية، كما أنَّ الزيادة المستمرة في الإثارة الجنسية المهبلية قد تؤدي إلى زيادة الأحاسيس التناسلية والسلوكيات الجنسية الشهوانية.
إذا كان المستوى الأساسي للتستوستيرون عالٍ في الإناث، فإنَّ مستويات الإثارة الجنسية لديهن تكون أعلى، مع زيادةٍ قليلة في مستوى التستوستيرون، مما يُدلل على تأثير السقف على مستويات التستوستيرون لدى الإناث. كما تعمل الأفكار الجنسيَّة على تغيير مستوى التستوستيرون ولكن ليس مستوى الكورتيزول في جسم الأنثى، وقد تؤثر موانع الحمل الهرمونيَّة على التباين في استجابة هرمون التستوستيرون للأفكار الجنسية.
قد يثبت أنَّ هرمون التستوستيرون علاج فعالٌ لاضطرابات الإثارة الجنسية لدى النساء، وهو متاح على شكل رقعةٍ جلديةٍ [الإنجليزية]. لا يوجد مستحضرٌ أندروجيني معتمدٌ من قِبل إدارة الغذاء والدواء الأمريكيَّة لعلاج نقص الأندروجين، ومع ذلك، فإنه يُستخدم دون تصريحٍ لعلاج انخفاض الرغبة الجنسيَّة وخلل الوظيفة التناسليَّة الأنثويَّة لدى النساء الأكبر سنًا. قد يكون هرمون التستوستيرون علاجًا للنساء بعد انقطاع الطمث طالما يحولنَّ بشكلٍ فعال إلى هرمون الإستروجين.

#### العلاقات الرومانسية
يرتبط الوقوع في الحب بانخفاض مستويات التستوستيرون لدى الرجال بينما وثقت تغييراتٌ مختلطةٌ لمستوياته لدى النساء. كان هناك تكهناتٌ بأنَّ هذه التغييرات تؤدي إلى انخفاضٍ مؤقتٍ في الاختلافات السلوكيَّة بين الجنسين، ولكنَّ لا يبدو أنَّ هذه التغييرات تستمر مع تطور العلاقات بمرور الوقت.
وجد أنَّ الرجال المنتجين لكمياتٍ أقل من التستوستيرون معرضون أكثر للوقوع في الحب أو الزواج، أما الرجال الذين ينتجون كمياتٍ أكثر من التستوستيرون فهم أكثر عرضةً للطلاق. قد يؤدي الزواج أو الالتزام للشريك إلى انخفاض مستويات التستوستيرون. كما وجدَّ أنَّ الرجال العُزْب قليلو الخبرة في العلاقات تكون لديهم مستويات التستوستيرون أقل من الرجال العُزْب ذوي الخبرة، ويُقترح أنَّ سبب ذلك يعود بأنَّ العُزْب ذوي الخبرة هم في حالةٍ أكثر تنافسيةٍ من نظرائهم غير ذوي الخبرة. لا يختلف مستوى التستوستيرون لدى الرجال المتزوجين الذين يمارسون أنشطةٍ للحفاظ على الروابط الزوجيَّة مثل قضاء اليوم مع زوجاتهم أو أطفالهم مقارنةً بالأوقات التي لا يمارسون فيها مثل هذه الأنشطة، وتشير هذه النتائج مجتمعةً إلى أنَّ وجود الأنشطة التنافسية بدلًا من أنشطة الحفاظ على الروابط أكثر صلةً بالتغيرات في مستويات التستوستيرون.
يُعد الرجال المنتجون لكمياتٍ أكثر من التستوستيرون أكثر عرضةً لإجراء علاقاتٍ جنسيةٍ خارج نطاق الزواج. لا تعتمد مستويات التستوستيرون على الوجود الجسدي للشريك، لأنَّ مستويات التستوستيرون متشابهة لدى الرجال الذين يمارسون علاقاتٍ في نفس المدينة أو علاقات عن بعد. قد يكون الوجود الجسدي مطلوبًا للنساء اللاتي يمارسنَّ علاقاتٍ من أجل تفاعل التستوستيرون مع الشريك، حيث يكون لدى النساء المتزوجات في نفس المدينة مستويات التستوستيرون أقل من النساء المتزوجات عن بعد.

#### الأبوة
تؤدي الأبوة إلى انخفاض مستويات التستوستيرون لدى الرجال، مما يشير إلى أنَّ العواطف والسلوكيات المرتبطة بالرعاية الأبوية تُقلل مستويات التستوستيرون. يُعد استخدام الأب في رعاية الأطفال، في البشر والحيوانات التي تتبع الرعاية غير الأموميَّة [الإنجليزية]، مفيدًا لبقاء هذا النسل لأنه يسمح لكلا الوالدين بتربية العديد من الأطفال في وقتٍ واحد، مما يزيدُ من القدرة الإنجابية للوالدين؛ وذلك لأنَّ أطفالهم أكثر قدرةً على البقاء والتكاثر. تزيد رعاية الأب من معدلات بقاء النسل بسبب زيادة القدرة على الوصول إلى الغذاء عالي الجودة وتقليل التهديدات الجسديَّة والمناعية. وهذا مفيدُ بشكلٍ خاص للبشر؛ لأنَّ النسل يعتمد على الوالدين لفتراتٍ طويلةٍ من الزمن وتكون الفترات الفاصلة بين الولادات بين الأمهات قصيرة نسبيًا.
على الرغم من اختلاف مدى الرعاية الأبويَّة بين الثقافات، إلا أنه قد ثبت بأنَّ استخدام الأب بشكلٍ أكثر في رعاية الأطفال مباشرةً يرتبط بانخفاض متوسط مستويات التستوستيرون بالإضافة إلى تقلباتٍ مؤقتة. فمثلًا، وجد أنَّ التقلب في مستويات التستوستيرون عندما يكون الطفل في كرب يعد مؤشرًا على أنماط الأبوة، كما أنَّ انخفاض مستوى التستوستيرون لدى الأب عند سماعه بكاء طفله، يعد مؤشرًا على التعاطف مع الطفل. يرتبط هذا بزيادة سلوك الرعاية ونتائج أفضل للطفل.

#### الدافع
تلعب مستويات التستوستيرون دورًا رئيسيًا في المخاطرة أثناء اتخاذ القرارات المالية. تقلل مستويات التستوستيرون المرتفعة لدى الرجال من خطر البطالة أو البقاء عاطلين عن العمل. كما وجدت الأبحاث أنَّ ارتفاع مستويات التستوستيرون والكورتيزول ترتبط بزيادة خطر السلوك الإجرامي المتهور والعنيف. من ناحيةٍ أخرى، قد يزيد ارتفاع مستويات التستوستيرون لدى الرجال من كرمهم، لجذب شريك محتمل في المقام الأول.

#### العدائية والإجرامية
تدعم معظم الدراسات وجود صلةٍ بين الإجراميَّة لدى البالغين والتستوستيرون. إنَّ أغلب الدراسات التي أجريت حول جنوح الأحداث والتستوستيرون ليست ذات أهمية. كما وجدت معظم الدراسات أنَّ هرمون التستوستيرون مرتبطٌ بسلوكيات أو سماتٍ شخصيَّةٍ مرتبطة بالسلوك المعادي للمجتمع وإدمان الكحول. لقد أجريت العديد من الدراسات حول العلاقة بين السلوك العدواني العام والمشاعر والتستوستيرون، حيث وجدت حوالي نصف الدراسات علاقةً بينها، بينما لم تجد حوالي النصف الآخر أي علاقة. وجدت الدراسات أن التستوستيرون يسهل العدائية عبر تحوير مستقبلات الفازوبرسين في منطقة تحت المهاد.
هناك نظريتان حول دور التستوستيرون في العدائية والمنافسة. الأولى هي فرضية التحدي [الإنجليزية] التي تنص على أن التستوستيرون يرتفع أثناء البلوغ، مما يسهل السلوك الإنجابي والتنافسي الذي يشمل العدائيَّة، ومن ثم فإنَّ تحدي المنافسة بين الذكور هو الذي يسهل العدائيَّة والعنف. توصلت الدراسات التي أجريت إلى وجود علاقةٍ مباشرةٍ بين التستوستيرون والهيمنة، وخاصةً بين المجرمين الأكثر عنفًا في السجن والذين لديهم مستوياتٌ عاليةٌ من التستوستيرون. توصلت نفس الدراسة إلى أن الآباء (خارج البيئات التنافسية) لديهم أدنى مستويات هرمون التستوستيرون مقارنةً بالذكور الآخرين.
النظرية الثانية مشابهة وتعرف باسم «نظرية التطور العصبي الأندروجيني [الإنجليزية] (اختصارًا ENA) للعدائيَّة الذكوريَّة». تطور التستوستيرون والأندروجينات الأخرى لإضفاء الذكورة على الدماغ ليصبح تنافسيًا، حتى إلى حد المجازفة بإيذاء الشخص والآخرين. لذلك، فإنَّ الأفراد الذين لديهم أدمغة مذكّرة نتيجةً للتستوستيرون والأندروجينات قبل الولادة وفي مرحلة البلوغ، يعززون قدراتهم على اكتساب الموارد للبقاء على قيد الحياة وجذب الشريك والتزاوج قدر الإمكان. لا يعتمد تذكّير الدماغ على مستويات التستوستيرون في مرحلة البلوغ فقط، وإنما على التعرض للتستوستيرون في الرحم. يُشار لنسبة التستوستيرون المرتفعة قبل الولادة عبر انخفاض نسبة الإصبع [الإنجليزية]، وكذلك تزيد مستويات التستوستيرون لدى البالغين خطر ارتكاب الأخطاء أو العدوانيَّة بين اللاعبين الذكور في مباراة كرة القدم. وجدت الدراسات أن ارتفاع نسبة التستوستيرون قبل الولادة أو انخفاض نسبة الإصبع يرتبطان بارتفاع العداونيَّة.
يتوقع زيادة العدوانيَّة عند الذكور عند ارتفاع مستوى التستوستيرون أثناء المنافسة، ولكن لا يحدث الأمر نفسه لدى الإناث. أظهر الأشخاص الذين تفاعلوا مع المسدسات ولعبة تجريبية ارتفاعًا في هرمون التستوستيرون والعدوانيَّة. ربما تطور الانتقاء الطبيعي للذكور ليكونوا أكثر حساسية للمواقف التنافسية وتحدي المكانة، وأن الأدوار التفاعلية للتستوستيرون هي المكون الأساسي للسلوك العدواني في هذه المواقف. يتوسط التستوستيرون الانجذاب إلى الإشارات القاسيّة والعنيفة لدى الرجال من خلال تعزيز المشاهدة المطولة للمحفزات العنيفة. يمكن أن تتنبأ السمة البنيوية للدماغ الخاصة بالتستوستيرون بالسلوك العدواني لدى الأفراد.
وجدت «حوليات أكاديمية نيويورك للعلوم» أنَّ استخدام الستيرويدات الابتنائية (التي تزيد من التستوستيرون) أعلى لدى المراهقين، وكان هذا مرتبطًا بزيادة العنف. وجدت الدراسات أن التستوستيرون المُعطى يزيد من العدوان اللفظي والغضب لدى بعض المشاركين.
تشير بعض الدراسات إلى أنَّ مشتق التستوستيرون الإستراديول قد يلعب دورًا هامًا في العدوانيَّة لدى الذكور. ومن المعروف أن الإستراديول يرتبط بالعدوانية لدى ذكور الفئران. كما أنَّ تحول التستوستيرون إلى إستراديول ينظم العدوان الذكوري لدى العصافير خلال موسم التكاثر. إضافةً لذلك، فإنَّ الجرذان التي أعطيت ستيرويدات ابتنائية التي تزيد من هرمون التستوستيرون كانت أكثر عدوانية جسديًا تجاه الاستفزاز نتيجة "حساسية التهديد".
قد تعمل العلاقة بين التستوستيرون والعدوانيَّة بشكلٍ غير مباشر أيضًا، حيث اقتُرح أنَّ التستوستيرون لا يزيد من الميول العدوانيَّة، بل إنه يزيد من أي ميولٍ تسمح للفرد بالحفاظ على المكانة الاجتماعية عند التحدي. تعد العدوانيَّة في معظم الحيوانات وسيلة للحفاظ على المكانة الاجتماعية. ومع ذلك، فإنَّ البشر لديهم طرق متعددة للحصول على المكانة. قد يفسر هذا سبب عثور بعض الدراسات على ارتباط بين التستوستيرون والسلوك الاجتماعي، إذا رُبط السلوك الاجتماعي بالمكانة الاجتماعية. وبالتالي فإنَّ الارتباط بين التستوستيرون والعدوانيَّة والعنف يرجع إلى مكافأة هذه بالمكانة الاجتماعية. قد تكون العلاقة أيضًا علاقة «تأثير متساهل» حيث يرفع التستوستيرون مستويات العدوانيَّة، ولكن فقط بمعنى السماح بالحفاظ على مستويات متوسطة من العدوانيَّة، حيث أنَّ إخصاء الفرد كيميائيًا أو جسديًا سيؤدي إلى خفض مستويات العدوانيَّة (رغم أنه لن يقضي عليها) ولكن الفرد يحتاج فقط إلى مستوًى قليلٍ من التستوستيرون قبل الإخصاء لعودة مستويات العدوانيَّة إلى طبيعتها، والتي ستظل عندها حتى إذا أُضيف تستوستيرون إضافي. قد يعمل التستوستيرون أيضًا على تضخيم العدوانيَّة الموجود، مثلًا يصبح الشمبانزي الذي يتلقى زياداتٍ في التستوستيرون أكثر عدوانيَّة تجاه الشمبانزي الأدنى مرتبةً منه في التسلسل الهرمي الاجتماعي، لكنه يظل خاضعًا للشمبانزي الأعلى مرتبةً منه. وبالتالي فإنَّ التستوستيرون لا يجعل الشمبانزي عدوانيًا بشكلٍ عشوائي، بل يعمل بدلًا من ذلك على تضخيم عدوانيته الموجودة مسبقًا تجاه الشمبانزي الأدنى مرتبةً.
يبدو أنَّ التستوستيرون يعمل لدى البشر على تعزيز السعي إلى المكانة والهيمنة الاجتماعية أكثر من مجرد زيادة العدوان الجسدي. وعند التحكم في تأثيرات الاعتقاد بتلقي التستوستيرون، فإنَّ النساء اللاتي تلقين التستوستيرون يقدمن عروضًا أكثر إنصافًا من النساء اللاتي لم يتلقين هرمون التستوستيرون.

#### الإنصاف
قد يشجع هرمون التستوستيرون على السلوك المنصف. أجرت إحدى الدراسات تجربةً سلوكيةً يتخذ فيها المشاركون القرار بشأن توزيع مبلغٍ حقيقيٍ من المال، وتسمح القواعد بالعروض المنصفة وغير المنصفة، كما يمكن للشريك التفاوض بعد ذلك بقبول العرض أو رفضه. كلما كان العرض منصفًا، كلما قلت احتمالية رفضه من قبل الشريك المفاوض، وإذا لم يتم التوصل إلى اتفاق، فلن يحصل أي طرفٍ على أي شيء. أظهرت النتائج أنَّ الأشخاص الذين عُززت لديهم مستويات التستوستيرون اصطناعيًا قدموا عروضًا أفضل وأكثر إنصافًا من أولئك الذين تلقوا علاجًا وهميًا، مما يقلل من خطر رفض عروضهم إلى الحد الأدنى. وقد أكدت دراستان لاحقتان هذه النتائج تجريبيًا. ومع ذلك، كان الرجال الذين لديهم مستويات عالية من التستوستيرون أقل كرمًا بنسبة 27% في لعبة الإنذار.

## النشاط الحيوي

### التستوستيرون الحر
يصنف التستوستيرون كيميائياً ضمن الهرمونات الستيرويدية المحبّة للدهن ، والتي تميل للانحلال في الأوساط الدهنية أكثر من المائية داخل الجسم. لذلك فإن هذه الهرمونات تنتقل داخل بلازما الدم ذي الأساس المائي بواسطة بروتينات عموماً، والتي تتضمن بروتينات نوعية مخصصة لهذا الهرمون، بالإضافة إلى غير نوعية. تتضمن البروتينات النوعية الغلوبيولين المرتبط بالهرمونات التناسلية ، والذي يرتبط بالتستوستيرون، إضافة إلى ثنائي هيدرو التستوستيرون  والإستراديول  وهرمون تناسلية أخرى؛ في حين تتضمن البروتينات غير النوعية الألبومين  على سبيل المثال. تبلغ نسبة الربط البروتيني  للتستوستيرون ما بين 98.0 إلى 98.5%، بالتالي فإن نسبة التستوستيرون غير المرتبط تصل 1.5 إلى 2.0%؛ يرتبط ما يقارب 65% من التستوستيرون إلى الغلوبيولين (SHBG)؛ ويرتبط قرابة 33% بشكل ضعيف إلى الألبومين. يدعى القسم من تركيز الهرمون الكلي غير المرتبط إلى البروتين الناقل النوعي الموافق بالقسم الحر/ بالتالي فإن التستوستيرون غير المرتبط إلى الغلوبيولين الناقل يدعى «التستوستيرون الحر». يكون التستوستيرون الحر وحده قادراً على الارتباط بالمستقبلات الأندروجينية، مما يعني أن لديه نشاطاً حيوياً. في حين أن نسبة معتبرة من التستوستيرون ترتبط إلى الغلوبيولين، فإن هناك نسبة قليلة من التستوستيرون (تتراوح ما بين 1-2%) تقوم بالارتباط إلى الألبومين، وتلك رابطة ضعيفة وعكوسة؛، في حين أن رابطة التستوستيرون مع بالغلوبيولين غير عكوسة؛ لذلك يصنف التستوستيرون المرتبط بالألبومين والتستوستيرون الحر ضمن الأنواع المتوفرة حيوياً. يقوم هذا الارتباط بالبروتينات الناقلة بدور مهم في ضبط عدد من العمليات الحيوية المتعلقة، مثل النقل والتوصيل الحيوي، وكذلك النشاط الحيوي، بالإضافة إلى استقلاب (أيض) التستوستيرون. على المستوى النسيجي، ينفصل التستوستيرون عن الألبومين وينتشر بسرعة إلى الأنسجة الحيوية. بالمقابل، فإن العلاقة بين الستيرويدات والغلوبيولين المرتبط بالهرمونات التناسلية هي علاقة معقدة، إذ يوجد العديد من العوامل التي يمكن لها أن تؤثر على مستويات الغلوبيولين في البلازما، الأمر الذي يمكن أن يؤثر بدوره على الوفرة الحيوية للتستوستيرون.

### النشاط الهرموني الستيرويدي
تحدث الآثار المتعلقة بانتشار هرمون التستوستيرون داخل جسم الإنسان والفقاريات الأخرى عبر آليات متعددة متداخلة، تتضمن تنشيط مستقبلات الأندروجين (إما بشكل مباشر بالنسبة للتستوستيرون أو ثنائي هيدرو التستوستيرون)، والتحول إلى إستراديول وتنشيط أنواع محددة من مستقبلات الإستروجين. وجد أن الأندروجينات مثل التستوستيرون قادرة على الارتباط وتنشيط مستقبلات الأندروجين الغشائية.
ينقل التستوستيرون الحر إلى سيتوبلازم النسيج الحيوي الهدف حيث يرتبط مع مستقبل الأندروجين، أو يختزل إلى ثنائي هيدرو التستوستيرون (5α-DHT) عبر الإنزيم السيتوبلازمي مختزلة الألفا-5 (5α-ريدوكتاز ). يستطيع ثنائي هيدرو التستوستيرون أن يرتبط بشكل أقوى من التستوستيرون، بالشكل الذي تكون فيه القوة الأندروجينية  أكبر بحوالي خمس مرات من التستوستيرون. تعد أنسجة الدماغ والعظام بشكل خاص من الأنسجة التي يكون فيها التأثيرات الأساسية للتستوستيرون ظاهرة من خلال الأرمتة  (التحوّل كيميائياً إلى مركب عطري) إلى إستراديول. ويعد الإستراديول  مهماً في إصدار إشارة إلى تحت المهاد ، مما يؤثر على إفراز الهرمون المنشط للجسم الأصفر .

### النشاط الستيرويدي العصبي
يعد التستوستيرون من المعدّلات التفارغية القوية  لمستقبلات غابا-أ  عبر المستقلب الفعّال  3-ألفا أندروستانيديول . وجد أن التستوستيرون قادر على أن يقوم بدور مناهض لعدد من المستقبلات المسؤولة عن العوامل المغذية للأعصاب  مثل كيناز مستقبل تروبوميوسين  والمستقبل المغذي العصبي p75 ؛ على العكس من التستوستيرون، فقد وجد أن هرمون إيبي أندروستيرون منزوع الهيدروجين  أو مشتق الكبريتات منه  لهما القدرة على التصرف على هيئة ناهضات ذات ألفة كبيرة لتلك المستقبلات. كما وجد أيضاً أن التستوستيرون مناهض لمستقبلات سيغما-1 ؛ إلا أن التراكيز المتطلبة من التستوستيرون للارتباط مع ذلك المستقبل أعلى بكثير من التراكيز الوسطية لهذا الهرمون عند الذكور البالغين.

## الكِيمياء الحيوية

مخطط توليد الستيرويدات متضمناً التستوستيرون.

### الاصطناع الحيوي
كما هو الحال مع الهرمونات الستيرويدية الأخرى فإن التستوستيرون مشتق من الكولسترول.. تتضمن أول خطوة في الاصطناع الحيوي  حدوث انفصام تأكسدي  للسلسلة الجانبية للكولسترول بواسطة إنزيم انفصام سلسلة الكولسترول الجانبية  (P450scc, CYP11A1)، وهو أكسيداز سيتوكروم بي450  في الميتوكندريون (المتقدرة) يساهم في فقدان ست ذرات من الكربون ليعطي البريجنينولون . في الخطوة اللاحقة، تزال ذرتان إضافيتان من الكربون بواسطة إنزيم 17 ألفا-هيدروكسيلاز  في الشبكة الإندوبلازمية  ليعطي أشكال متنوعة من الستيرويدات ذات الهيكل الكربوني المكون من 19 ذرة . بالإضافة إلى ذلك، تتأكسد مجموعة الهيدروكسيل 3β بواسطة إنزيم نازعة هيدروجين 3 بيتا-هيدروكسي ستيرويد  لإنتاج الأندروستينديون. في الخطوة الأخيرة والمحددة لسرعة التفاعل تُختزَل المجموعة الكيتونية على الذرة C17 في الأندروستينديون بواسطة إنزيم نازعة هيدروجين 17 بيتا-هيدروكسي ستيرويد  للحصول على التستوستيرون.
تنتج جل كمية التستوستيرون (>95%) في جسم الإنسان في الخصيتين عند الرجال؛ وذلك في خلايا لايديغ البينية ؛ في حين تنتج الغدة الكظرية  النسبة المتبقية. تحوي الخصيتين أيضاً على خلية سيرتولي  والتي تتطلب التستوستيرون من أجل تكوّن الحيوانات المنوية . أما عند النساء فيصطنع التستوستيرون بكميات أقل بكثير مما هو عند الرجال، وذلك من الغدة الكظرية، والقراب الجريبي  في المبيض وفي المشيمة أثناء الحمل.

### الأيض
تحدث عملية أيض (استقلاب ) التستوستيرون وثنائي هيدرو التستوستيرون بشكل أساسي في الكبد. يستقلب حوالي 50% من التستوستيرون عبر الترافق الحيوي  إلى شكل الغلوكورونيد  بواسطة إنزيم ناقلة الغلوكورونوزيل ؛ وبدرجة أقل إلى شكل الكبريتات  بواسطة إنزيم ناقلة السلفو . كما تستقلب نسبة 40% من التستوستيرون إلى الستيرويدات الكيتونية  أندروستيرون  وإيتيوكولانولون  نتيجة للأثر المشترك لإنزيمات مختزلة 5α و5β؛ بالإضافة إلى إنزيم نازعة هيدروجين هيدروكسي 3α  وإنزيم 17β-HSD. يخضع الأندروستيرون والإيتيوكولانولون إلى اقتران غلوكوروني  بشكل أساسي، وبدرجة أقل إلى كبرتة  بشكل مشابه للتستوستيرون. تنطلق مرافقات التستوستيرون  ومستقلباته الكبدية  من الكبد إلى جهاز الدوران وتطرح في البول والصفراء؛ في حين أن نسبة قليلة (2%) من التستوستيرون تطرح في البول دون تغيير.
تفصيلاً في المسار الاستقلابي للستيرويدات الكيتونية داخل الكبد، يتحول التستوستيرون بواسطة مختزلة-5α و5β إلى ثنائي هيدرو التستوستيرون (DHT) الموافق. بعد ذلك، يتحول الشكلان المذكوران من DHT بواسطة 3α-HSD إلى 3-ألفا-أندروستانيديول  و3-ألفا-إيتيوكولانيديول ، على الترتيب. ثم يتحول لاحقاً كلا الشكلين الأخيرين بواسطة 17β-HSD إلى أندروستيرون وإيتيوكولانولون، واللذان تحدث لهما عملية اقتران وطرح من الجسم كما ورد. في حال دخول الإنزيم 3β-HSD بدلاً من 3α-HSD في عملية التحويل الموصوفة، ينتج الشكل 3-بيتا من أندروستانيديول  وإيتيوكولانيديول ، واللذان يتحولان في النهاية إلى إيبي أندروستيرون  وإيبي إيتيوكولانولون ، على الترتيب. تحول نسبة صغيرة تقارب 3% من التستوستيرون بشكل عكسي في الكبد إلى أندروستينديون بواسطة 17β-HSD.
يستقلب التستوستيرون أيضاً، بالإضافة إلى مسار الترافق الحيوي والستيرويدات الكيتونية، وفق آليات أخرى في الكبد تتضمن إضافة الهيدروكسيل  أو الأكسدة بواسطة إنزيمات سيتوكروم بي450، والتي تشمل CYP3A4 وCYP3A5 وCYP2C9 وCYP2C19 وCYP2D6. ويعد الإنزيم CYP3A4 بشكل أساسي والإنزيم CYP3A4 بدرجة أقل مسؤولان عن أيض (استقلاب) 75 إلى 80% من التستوستيرون بواسطة آلية السيتوكروم. وتتشكل نتيجة لذلك مستقلبات ثانوية مختلفة من هيدروكسي التستوستيرون ؛ بالإضافة إلى أندروستينديون.
من بين مستقلبات التستوستيرون ذات الأهمية كل من 5-ألفا-ثنائي هيدرو التستوستيرون (5α-DHT) والإستراديول، وهما نشطان حيوياً ويتشكلان في الكبد والأنسجة المحيطة خارج الكبد . يتحول قرابة 5 إلى 7% من التستوستيرون بواسطة مختزلة 5α إلى 5α-DHT، وتكون مستويات الأخير في الدم حوالي 10% من تلك التي للتستوستيرون؛ بالمقابل يتحول حوالي 0.3% من التستوستيرون إلى إستراديول بواسطة إنزيم الأروماتاز. يتوافر إنزيم مختزلة 5α بشكل كبير في الجهاز التناسلي الذكري متضمناً البروستات والحويصلات المنوية والبربخ؛ وكذلك في الجلد وجريبات الشعر والدماغ. يمكن للتستوستيرون أن يتحول في المناطق الوفيرة بإنزيم مختزلة 5α إلى الشكل 5-ألفا-ثنائي هيدرو التستوستيرون، وهو شكل حيوي فعال وقوي التأثير، بنسبة تصل إلى ضعفي أو ثلاثة أضعاف تأثير التستوستيرون، خاصة في مناطق تلك الأنسجة. بالمقابل، يتوافر إنزيم أروماتاز بشكل كبير في الأنسجة الدهنية والعظام وكذلك في الدماغ أيضاً.

## المستويات

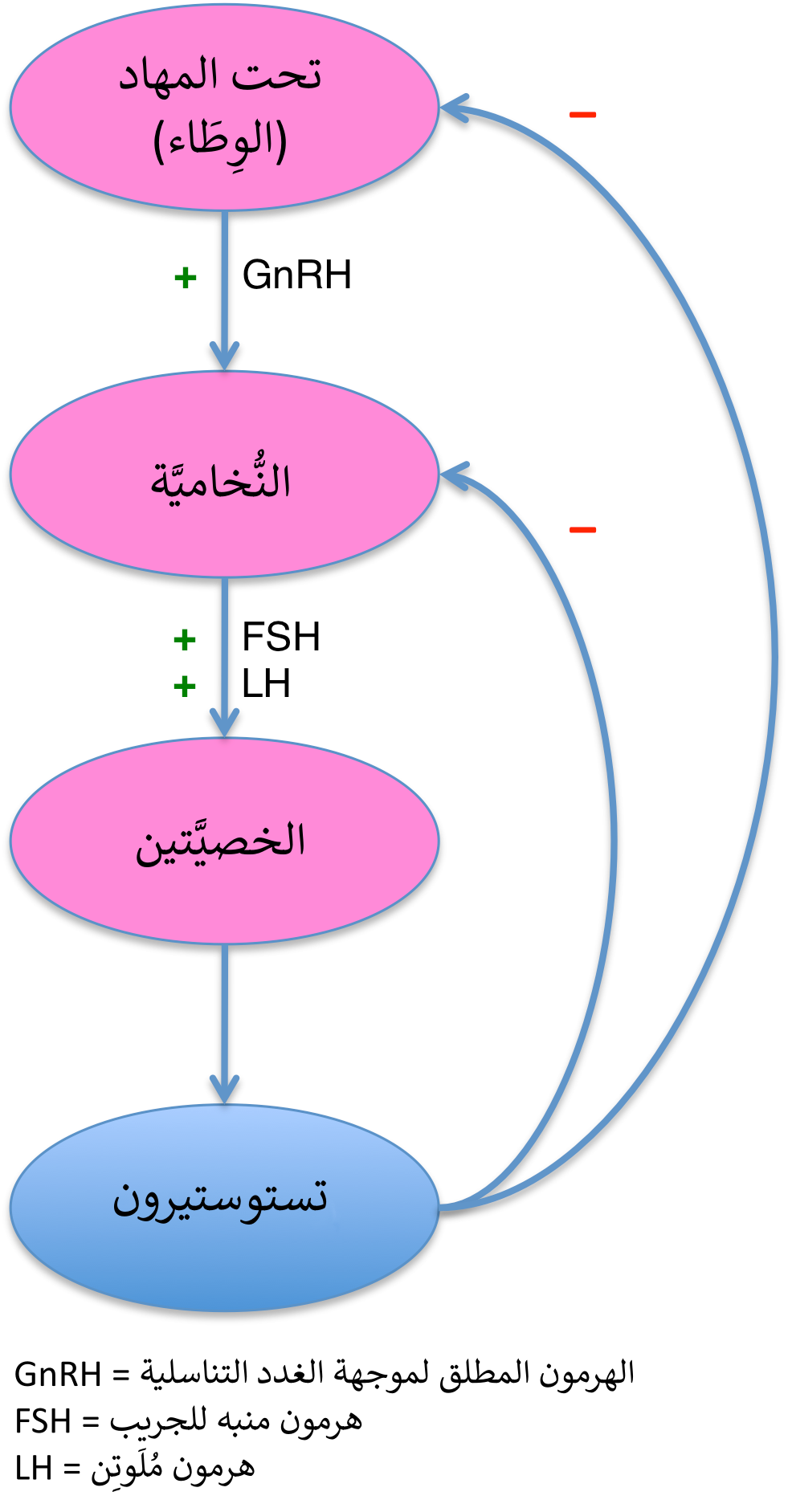
. المحور الوطائي-النخامي-الخصيوي

يصطنع التستوستيرون عند الذكور بشكل رئيس في خلايا لايديغ البينية، وبدورها يضبط عدد تلك الخلايا بالهرمون المنشط للجسم الأصفر  والهرمون المنشط للحوصلة . يساهم الهرمون المنشط للجسم الأصفر في ضبط وجود إنزيم نازعة هيدروجين 17 بيتا-هيدروكسي ستيرويد المساهم في اصطناع التستوستيرون. تضبط كمية التستوستيرون المصطنعة بواسطة المحور الوطائي النخامي الخصيوي  . عندما تكون مستويات التستوستيرون منخفضة، يتحرر هرمون مطلق لموجهة الغدد التناسلية  من منطقة تحت المهاد في الدماغ، والذي يقوم بتحفيز الغدة النخامية، والتي تقوم بدورها بتحرير هرموني LH وFSH. يتسبب هذان الهرمونان بإثارة الخصيتين من أجل إنتاج واصطناع التستوستيرون في الجسم. في النهاية، عندما تصل تراكيز التستوستيرون إلى مستويات مرتفعة، بتسبب بحدوث ارتجاع سلبي  على منطقة تحت المهاد، مما يتسبب بتثبيط هرموني LH وFSH. هناك عدة عوامل تؤثر على مستويات التستوستيرون في الجسم، تتضمن:
- العمر: تتناقص مستويات التستوستيرون مع تقدم العمر عند الرجال.[179][180] يشار إلى هذا الأثر في بعض الأحيان باسم قصور الغدد التناسلية متأخر البدء [ط 66].[181]
- التمارين الرياضية: تزيد تمارين القوة من مستويات التستوستيرون بشكل حاد؛[182] أما بالنسبة لكبار السن، فتلك الزيادة يمكن تعويضها بتناول البروتينات.[183] من جهة أخرى، قد تتسبب تمارين التحمل بانخفاض مستويات التستوستيرون.[184]
- الغذاء: قد يتسبب نقص فيتامين A إلى مستويات غير مثالية من تراكيز التستوستيرون البلازمي.[185] كما يساهم فيتامين D، وهو من مركبات السيكوستيرويد [ط 67]، عندما يكون بمستويات بين 400–1000 وحدة دولية [ط 68] (ما يعادل 10–25 ميكروغرام/اليوم) في رفع مستويات التستوستيرون.[186] يعد نقص الزنك [ط 69] من العوامل التي تساهم في انخفاض مستويات التستوستيرون.[187] إلا أن الإفراط من المكملات ليس له كبير الأثر على مستويات التستوستيرون البلازمي.[188] لا توجد دلائل كافية على أن النظام الغذائي منخفض الدهون قد يقلل من مستويات التستوستيرون الحر عند الرجال.[189] بالمقابل، تساهم مضادات الأندروجين [ط 70] بما فيها شاي النعناع المدبب [ط 71] في تخفيض مستويات التستوستيرون؛[190][191][192] كما يمكن للعرقسوس أن يخفض من مستويات هذا الهرمون، ويكون ذلك الأثر واضحاً بشكل أكبر لدى الإناث.[193]
- خفض الوزن: يساهم خفض الوزن إلى زيادة مستويات التستوستيرون؛ إذ تقوم الخلايا الدهنية باصطناع إنزيم الأروماتاز [ط 72]، والذي يقوم بتحويل التستوستيرون إلى إستراديول.[194] ولكن لا توجد صلة وصل قاطعة بين مؤشر كتلة الجسم [ط 73] وبين مستويات التستوستيرون.[195]
- النوم: يساهم نوم حركة العين السريعة [ط 74] في زيادة مستويات التستوستيرون الليلي [ط 75].[196]
- السلوك: قد تساهم تحديات السيطرة في بعض الأحيان في إثارة وتحرير التستوستيرون عند الذكور.[197]

| التستوستيرون الكلي     | التستوستيرون الكلي     | التستوستيرون الكلي          | التستوستيرون الكلي        | التستوستيرون الكلي        | التستوستيرون الكلي        |
| المرحلة                | المجال العمري          | الذكور                      | الذكور                    | الإناث                    | الإناث                    |
| المرحلة                | المجال العمري          | القيم                       | الوحدات وفق النظام الدولي | القيم                     | الوحدات وفق النظام الدولي |
| ---------------------- | ---------------------- | --------------------------- | ------------------------- | ------------------------- | ------------------------- |
| رضيع                   | خديج (26–28 أسبوع)     | 59–125 نانوغرام/ديسيلتر     | 2.047–4.337 نانومول/لتر   | 5–16 نانوغرام/ديسيلتر     | 0.173–0.555 نانومول/لتر   |
| رضيع                   | خديج (31–35 أسبوع)     | 37–198 نانوغرام/ديسيلتر     | 1.284–6.871 نانومول/لتر   | 5–22 نانوغرام/ديسيلتر     | 0.173–0.763 نانومول/لتر   |
| رضيع                   | حديث الولادة           | 75–400 نانوغرام/ديسيلتر     | 2.602–13.877 نانومول/لتر  | 20–64 نانوغرام/ديسيلتر    | 0.694–2.220 نانومول/لتر   |
| طفل                    | 1–6 سنة                | لا بيانات                   | لا بيانات                 | لا بيانات                 | لا بيانات                 |
| طفل                    | 7–9 سنة                | 0–8 نانوغرام/ديسيلتر        | 0–0.277 نانومول/لتر       | 1–12 نانوغرام/ديسيلتر     | 0.035–0.416 نانومول/لتر   |
| طفل                    | قبل البلوغ بفترة وجيزة | 3–10 نانوغرام/ديسيلتر*      | 0.104–0.347 نانومول/لتر * | <10 نانوغرام/ديسيلتر*     | <0.347 نانومول/لتر *      |
| مراهق                  | 10–11 سنة              | 1–48 نانوغرام/ديسيلتر       | 0.035–1.666 نانومول/لتر   | 2–35 نانوغرام/ديسيلتر     | 0.069–1.214 نانومول/لتر   |
| مراهق                  | 12–13 سنة              | 5–619 نانوغرام/ديسيلتر      | 0.173–21.480 نانومول/لتر  | 5–53 نانوغرام/ديسيلتر     | 0.173–1.839 نانومول/لتر   |
| مراهق                  | 14–15 سنة              | 100–320 نانوغرام/ديسيلتر    | 3.47–11.10 نانومول/لتر    | 8–41 نانوغرام/ديسيلتر     | 0.278–1.423 نانومول/لتر   |
| مراهق                  | 16–17 سنة              | 200–970 نانوغرام/ديسيلتر *  | 6.94–33.66 نانومول/لتر*   | 8–53 نانوغرام/ديسيلتر     | 0.278–1.839 نانومول/لتر   |
| بالغ                   | ≥18 سنة                | 350–1080 نانوغرام/ديسيلتر*  | 12.15–37.48 نانومول/لتر*  | –                         | –                         |
| بالغ                   | 20–39 سنة              | 400–1080 نانوغرام/ديسيلتر   | 13.88–37.48 نانومول/لتر   | –                         | –                         |
| بالغ                   | 40–59 سنة              | 350–890 نانوغرام/ديسيلتر    | 12.15–30.88 نانومول/لتر   | –                         | –                         |
| بالغ                   | ≥60 سنة                | 350–720 نانوغرام/ديسيلتر    | 12.15–24.98 نانومول/لتر   | –                         | –                         |
| بالغ                   | قبل انقطاع الطمث       | –                           | –                         | 10–54 نانوغرام/ديسيلتر    | 0.347–1.873 نانومول/لتر   |
| بالغ                   | بعد انقطاع الطمث       | –                           | –                         | 7–40 نانوغرام/ديسيلتر     | 0.243–1.388 نانومول/لتر   |
| تستوستيرون متوفر حيوياً |                        |                             |                           |                           |                           |
| المرحلة                | المجال العمري          | الذكور                      | الذكور                    | الإناث                    | الإناث                    |
| المرحلة                | المجال العمري          | القيم                       | الوحدات وفق النظام الدولي | القيم                     | الوحدات وفق النظام الدولي |
| طفل                    | 1–6 سنة                | 0.2–1.3 نانوغرام/ديسيلتر    | 0.007–0.045 نانومول/لتر   | 0.2–1.3 نانوغرام/ديسيلتر  | 0.007–0.045 نانومول/لتر   |
| طفل                    | 7–9 سنة                | 0.2–2.3 نانوغرام/ديسيلتر    | 0.007–0.079 نانومول/لتر   | 0.2–4.2 نانوغرام/ديسيلتر  | 0.007–0.146 نانومول/لتر   |
| مراهق                  | 10–11 سنة              | 0.2–14.8 نانوغرام/ديسيلتر   | 0.007–0.513 نانومول/لتر   | 0.4–19.3 نانوغرام/ديسيلتر | 0.014–0.670 نانومول/لتر   |
| مراهق                  | 12–13 سنة              | 0.3–232.8 نانوغرام/ديسيلتر  | 0.010–8.082 نانومول/لتر   | 1.1–15.6 نانوغرام/ديسيلتر | 0.038–0.541 نانومول/لتر   |
| مراهق                  | 14–15 سنة              | 7.9–274.5 نانوغرام/ديسيلتر  | 0.274–9.525 نانومول/لتر   | 2.5–18.8 نانوغرام/ديسيلتر | 0.087–0.652 نانومول/لتر   |
| مراهق                  | 16–17 سنة              | 24.1–416.5 نانوغرام/ديسيلتر | 0.836–14.452 نانومول/لتر  | 2.7–23.8 نانوغرام/ديسيلتر | 0.094–0.826 نانومول/لتر   |
| بالغ                   | ≥18 سنة                | لا بيانات                   | لا بيانات                 | –                         | –                         |
| بالغ                   | قبل انقطاع الطمث       | –                           | –                         | 1.9–22.8 نانوغرام/ديسيلتر | 0.066–0.791 نانومول/لتر   |
| بالغ                   | بعد انقطاع الطمث       | –                           | –                         | 1.6–19.1 نانوغرام/ديسيلتر | 0.055–0.662 نانومول/لتر   |
| التستوستيرون الحر      |                        |                             |                           |                           |                           |
| المرحلة                | المجال العمري          | الذكور                      | الذكور                    | الإناث                    | الإناث                    |
| المرحلة                | المجال العمري          | القيم                       | الوحدات وفق النظام الدولي | القيم                     | الوحدات وفق النظام الدولي |
| طفل                    | 1–6 سنة                | 0.1–0.6 بيكوغرام/مليلتر     | 0.3–2.1 بيكومول/لتر       | 0.1–0.6 بيكوغرام/مليلتر   | 0.3–2.1 بيكومول/لتر       |
| طفل                    | 7–9 سنة                | 0.1–0.8 بيكوغرام/مليلتر     | 0.3–2.8 بيكومول/لتر       | 0.1–1.6 بيكوغرام/مليلتر   | 0.3–5.6 بيكومول/لتر       |
| مراهق                  | 10–11 سنة              | 0.1–5.2 بيكوغرام/مليلتر     | 0.3–18.0 بيكومول/لتر      | 0.1–2.9 بيكوغرام/مليلتر   | 0.3–10.1 بيكومول/لتر      |
| مراهق                  | 12–13 سنة              | 0.4–79.6 بيكوغرام/مليلتر    | 1.4–276.2 بيكومول/لتر     | 0.6–5.6 بيكوغرام/مليلتر   | 2.1–19.4 بيكومول/لتر      |
| مراهق                  | 14–15 سنة              | 2.7–112.3 بيكوغرام/مليلتر   | 9.4–389.7 بيكومول/لتر     | 1.0–6.2 بيكوغرام/مليلتر   | 3.5–21.5 بيكومول/لتر      |
| مراهق                  | 16–17 سنة              | 31.5–159 بيكوغرام/مليلتر    | 109.3–551.7 بيكومول/لتر   | 1.0–8.3 بيكوغرام/مليلتر   | 3.5–28.8 بيكومول/لتر      |
| بالغ                   | ≥18 سنة                | 44–244 بيكوغرام/مليلتر      | 153–847 بيكومول/لتر       | –                         | –                         |
| بالغ                   | قبل انقطاع الطمث       | –                           | –                         | 0.8–9.2 بيكوغرام/مليلتر   | 2.8–31.9 بيكومول/لتر      |
| بالغ                   | بعد انقطاع الطمث       | –                           | –                         | 0.6–6.7 بيكوغرام/مليلتر   | 2.1–23.2 بيكومول/لتر      |
| المصادر:               |                        |                             |                           |                           |                           |

| المرحلة العمرية | مرحلة تانر | المجال العمري | العمر الوسطي | مجال المستويات             | المستويات الوسطية    |
| --------------- | ---------- | ------------- | ------------ | -------------------------- | -------------------- |
| طفل             | مرحلة I    | <10 سنة       | –            | <30 نانوغرام/ديسيلتر       | 5.8 نانوغرام/ديسيلتر |
| مراهق           | مرحلة II   | 10–14 سنة     | 12 سنة       | <167 نانوغرام/ديسيلتر      | 40 نانوغرام/ديسيلتر  |
| مراهق           | مرحلة III  | 12–16 سنة     | 13–14 سنة    | 21–719 نانوغرام/ديسيلتر    | 190 نانوغرام/ديسيلتر |
| مراهق           | مرحلة IV   | 13–17 سنة     | 14–15 سنة    | 25–912 نانوغرام/ديسيلتر    | 370 نانوغرام/ديسيلتر |
| مراهق           | مرحلة V    | 13–17 سنة     | 15 سنة       | 110–975 نانوغرام/ديسيلتر   | 550 نانوغرام/ديسيلتر |
| بالغ            | –          | ≥18 سنة       | –            | 250–1,100 نانوغرام/ديسيلتر | 630 نانوغرام/ديسيلتر |
| المصادر:        |            |               |              |                            |                      |

## القياس

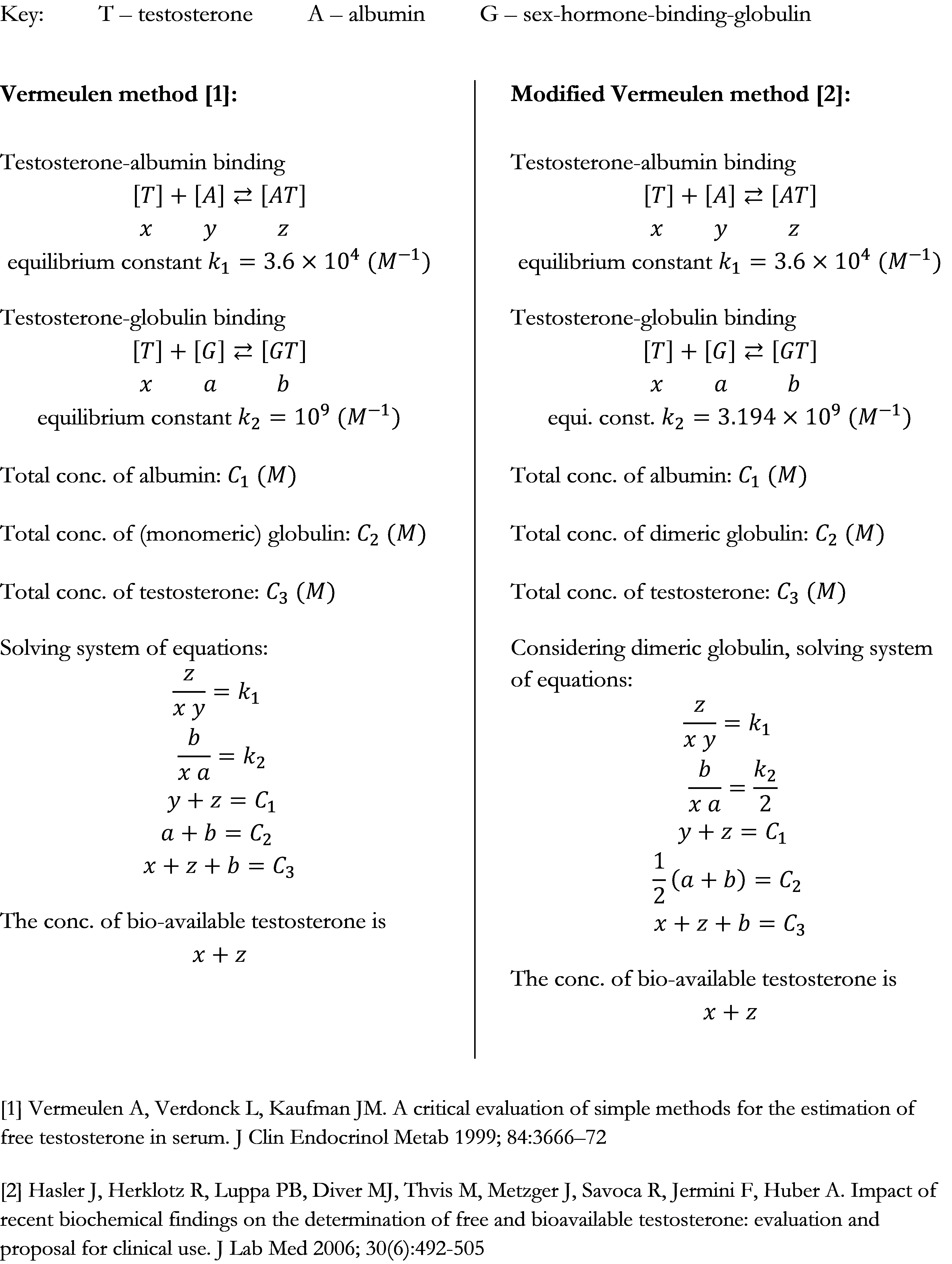
طريقة فيرميولين في تحديد مستويات التستوستيرون

يتطلب تحديد مستويات التستوستيرون في الجسم سحب عينات من الدم واستخدام تقنيات مخبرية حديثة من أجل الحصول على النتيجة المخبرية ومقارنتها بالقيم المرجعية. إلا أنه قد يمكن الحصول على نتائج مقايسة  متباينة باستخدام التقنيات المختلفة. على سبيل المثال، تظهر المقايسات باستخدام تقنية الفلورية المناعية  تبايناً في التحديد الكمّي لتراكيز التستوستيرون في عينات الدم، نظراً للتداخل مع الستيرويدات المشابهة بنيوياً، مما يؤدي إلى مبالغة في تقدير  النتائج. بالمقابل، تكون المقايسات المجراة باستخدام تقنية الكروماتوغرافيا السائلة المترادفة إلى مطيافية الكتلة  مفضلة عن غيرها، إذ تتميز بنوعية ودقة  فائقتين في التحليل، مما يجعلها خياراً ملائماً لإجراء عمليات التحليل.
من جهة أخرى، تستخدم طرائق لحليل حيوية في تحديد مستويات التستوستيرون اعتماداً على وفرة التراكيز الحيوية من هذا الهرمون في الجسم اعتماداً على الحسابات وفق طريقة فيرميولين ؛ والتي تأخذ في عين الاعتبار الشكل ثنائي الوحدات  لجزيء الغلوبيولين الرابط للهرمونات.

## الاختلاف بين الشعوب
وجد تفاوتٌ في مستويات هرمون التستوستيرون بين الرجال من مختلف أنحاء العالم ومن خلفياتٍ مختلفة، وكانت تفسيرات ذلك متنوعةً نسبيًا. كما وجد أنَّ مستويات هرمون التستوستيرون مرتفعةٌ جدًا لدى الأشخاص من دول السهوب الأوراسية وآسيا الوسطى، مثل منغوليا وقرغيزستان وأوزبكستان، بينما تكون المستويات منخفضةً جدًا لدى الأشخاص من دول أوروبا الوسطى ودول البلطيق مثل جمهورية التشيك وسلوفاكيا ولاتفيا وإستونيا. سُجلَّ أعلى مستوى لهرمون التستوستيرون، على مستوى المناطق، في مدينة تشيتا بروسيا. أما على مستوى المجموعات البشرية، فإنَّ شعب الياكوت قد سجل أعلى مستوى لهذا الهرمون.

## التاريخ والإنتاج

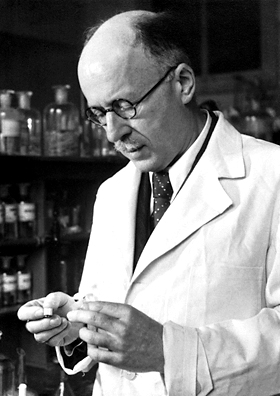
ليوبولد روجيتشكا حامل جائز نوبل في الكيمياء لتمكنه من اصطناع التستوستيرون

ظهرت أولى الإشارات إلى التستوستيرون بشكل غير مباشر في أعمال الطبيب الألماني أرنولد أدولف بيرتولد  (1803–1861)، والذي ربط بين عمل الخصيتين بوجود مواد موجودة في مجرى الدم (والتي هي مفهومة حالياً على أنها صنف من الهرمونات الأندروجينية). بعد ذلك في سنة 1889 حازت الأبحاث عن أثر وفعل التستوستيرون على قدر من الاهتمام، عندما قام تشارلز براون سيكارد  البروفيسور في جامعة هارفارد، بحقن نفسه تحت الجلد  بمادة مستخلصة من خصي الكلاب وخنازير غينيا، وبعدها نشر في مجلة ذا لانسيت  تقريراً عن ما شعر به من القوة والنشاط العارضين بعد الحقنة.
في سنة 1927 أتاح البروفيسور في جامعة شيكاغو فريد كوخ  لطلابه الوصول إلى كميات معتبرة من خصي البقر لإجراء عمليات استخلاص  كيميائية عليها؛ وتمكن في إحدى التجارب مع تلميذه ليميول مكغي  من استحصال 20 مغ من مادة كيميائية مما يقارب 40 باوند؛ وعندما حقنوا تلك المادة بحيوانات مخصية مثل الديكة والخنازير والجرذان، وجدوا أن أعراض الذكورة عادة إليها. بعد ذلك الاكتشاف، بدأت مجموعات البحث حول العالم بمحاولات تنقية للتستوستيرون من خصي البقر، مثل مجموعة بحث إرنست لاكيور  في جامعة أمستردام في سنة 1934؛ ولكن السبق في عزل الهرمون من الأنسجة الحيوانية بكميات تسمح بإجراء دراسات سريرية جدية كان على يد ثلاث شركات دوائية كبيرة، وهي شيرينغ  وأورغانون  وسيبا ، وذلك في ثلاثينيات القرن العشرين. كانت شركة أورغانون في هولندا الأولى التي تمكنت من عزل الهرمون في سنة 1935، ونشرت الأبحاث المتعلقة في دورية علمية باللغة الألمانية. وأطلق الباحثون فيها على الهرمون الجديد تسمية «تستوستيرون» بالدمج من أصل كلمة خصية في اللغة الإنجليزية testicle ومن ستيرول sterol ومن اللاحقة أون من كيتون. أما البنية فقد نجح في توضيحها فريق شركة شيرينغ بقيادة أدولف بوتنانت  في جامعة غدانسك التقنية .
أما الاصطناع الكيميائي  للتستوستيرون من الكولسترول فقد تمكن بوتنانت وهانش  من إجرائه في أغسطس (آب) سنة 1935؛ وبعد ذلك بأسبوع أعلن ليوبولد روجيتشكا  مع زميله فيتشتاين  من شركة سيبا في زيورخ عن نتائج الناجحة في اصطناع التستوستيرون. نتيجة مجموع هذه الجهود المستقلة في اصطناع التستوستيرون منحت جائزة نوبل في الكيمياء في سنة 1939 بشكل مشترك إلى بوتنانت وروجيتشكا. مكنت عمليات الاصطناع الجزئي في الثلث الثاتي من القرن العشرين لكميات وفيرة من الإسترات الأندروجينية من دراسة وتبيان الآثار القوية لهرمون التستوستيرون؛ إذ أجريت عدد من التجارب التي تمكنت مثلاً في سنة 1936 من إظهار تلك الآثار عبر حقن حيوانات التجارب بإستر بروبيونات التستوستيرون . دعيت الفترة الزمنية بين ثلاثينيات وخمسينيات القرن العشرين باسم العصر الذهبي لكيمياء الستيرويدات؛ إذ كانت الاكتشافات في ذلك المجال تتوالى تباعاً.
ينتج التستوستيرون صناعياً مثله مثل باقي الستيرويدات الأندروجينية من الكولسترول، الذي يمكن استخلاصه من الزيوت النباتية. انتعشت صناعة الستيروديات منذ أوائل القرن الحادي والعشرين بكميات إنتاجية قاربت 1 مليون طن شكّلت سوقاً فاقت عائداته 10 مليار دولار أمريكي، وهي تمثل ثاني أكبر سوق للمنتجات الصيدلانية الحيوية بعد المضادات الحيوية.

## في الحيوانات
يلاحظ وجود التستوستيرون في أغلب الفقاريات؛ ووفق نطرية التطور فإن الهرمونات التناسلية لها تاريخ تطوري عتيق؛ فقد كان أول ظهور للتستوستيرون ولمستقبلات الأندروجين النووية التقليدية كان في أنواع الفكّيات . إذ أن أنواع اللافكّيات  مثل الجلكيات  لا تنتج التستوستيرون، ولكنها عوضاً عن ذلك تستخدم أندروستينديون  هرموناً جنسياً ذكرياً. أما السمك فإن لديه شكل آخر مختلف وهو 11-كيتوتستوستيرون . أما المناظر لهذا الهرمون عند الحشرات فهو إكديسون .

## الهوامش
1. ↑  Lipophilic
2. ↑  sex hormone-binding globulin (SHBG)
3. ↑  dihydrotestosterone
4. ↑  estradiol
5. ↑  albumin
6. ↑  plasma protein binding
7. ↑  5α-reductase
8. ↑  androgenic potency
9. ↑  aromatization
10. ↑  hypothalamus
11. ↑  luteinizing hormon
12. ↑  potent allosteric modulator
13. ↑  GABAA receptor
14. ↑  Active metabolite
15. ↑  3α-androstanediol
16. ↑  neurotrophin nerve growth factor (NGF)
17. ↑  Tropomyosin receptor kinase A (TrkA)
18. ↑  p75 neurotrophin receptor (p75NTR)
19. ↑  Dehydroepiandrosterone (DHEA)
20. ↑  DHEA sulfate
21. ↑  Sigma-1 receptor
22. ↑  steroidogenesis
23. ↑  biosynthesis
24. ↑  oxidative cleavage
25. ↑  cholesterol side-chain cleavage enzyme
26. ↑  cytochrome P450
27. ↑  pregnenolone
28. ↑  17α-hydroxylase / CYP17A1
29. ↑  endoplasmic reticulum
30. ↑  C19 steroids
31. ↑  3β-hydroxysteroid dehydrogenase
32. ↑  17β-hydroxysteroid dehydrogenase
33. ↑  Leydig cell
34. ↑  adrenal gland
35. ↑  Sertoli cell
36. ↑  spermatogenesis
37. ↑  Theca of follicle
38. ↑  metabolism
39. ↑  Bioconjugation
40. ↑  Testosterone glucuronide
41. ↑  glucuronosyltransferase
42. ↑  Testosterone sulfate
43. ↑  sulfotransferase
44. ↑  ketosteroid
45. ↑  androsterone
46. ↑  Etiocholanolone
47. ↑  3α-hydroxysteroid dehydrogenase
48. ↑  glucuronidation
49. ↑  sulfation
50. ↑  conjugates
51. ↑  hepatic metabolites
52. ↑  3α-androstanediol
53. ↑  3α-etiocholanediol
54. ↑  3β-Androstanediol
55. ↑  3β-etiocholanediol
56. ↑  epiandrosterone
57. ↑  epietiocholanolone
58. ↑  hydroxylation
59. ↑  hydroxytestosterone
60. ↑  extrahepatic tissues
61. ↑  luteinizing hormone (LH)
62. ↑  follicle-stimulating hormone (FSH)
63. ↑  hypothalamic–pituitary–testicular axis
64. ↑  gonadotropin-releasing hormone (GnRH)
65. ↑  negative feedback
66. ↑  late-onset hypogonadism
67. ↑  secosteroid
68. ↑  international unit (IU)
69. ↑  Zinc deficiency
70. ↑  antiandrogens
71. ↑  spearmint
72. ↑  aromatase
73. ↑  body mass index
74. ↑  REM sleep
75. ↑  nocturnal levels
76. ↑  assay
77. ↑  Immunofluorescence assays
78. ↑  overestimating
79. ↑  liquid chromatography/tandem mass spectrometry
80. ↑  specificity and precision
81. ↑  Vermeulen
82. ↑  dimeric form
83. ↑  Arnold Adolph Berthold
84. ↑  Charles-Édouard Brown-Séquard
85. ↑  subcutaneously
86. ↑  The Lancet
87. ↑  Fred C. Koch
88. ↑  extraction
89. ↑  Lemuel McGee
90. ↑  Ernst Laqueur
91. ↑  Schering AG
92. ↑  Organon
93. ↑  Ciba
94. ↑  Adolf Butenandt
95. ↑  Gdańsk University of Technology
96. ↑  chemical synthesis
97. ↑  Hanisch
98. ↑  Leopold Ruzicka
99. ↑  A. Wettstein
100. ↑  testosterone propionate
101. ↑  Gnathostomata
102. ↑  Agnatha
103. ↑  Lamprey
104. ↑  androstenedione
105. ↑  11-Ketotestosterone
106. ↑  Ecdysone

### باللغة الإنجليزية
1. 1 2 3 4 5 6 7 8 9  Melmed S، Polonsky KD، Larsen PR، Kronenberg HM (30 نوفمبر 2015). Williams Textbook of Endocrinology. Elsevier Health Sciences. ص. 711–. ISBN:978-0-323-29738-7. مؤرشف من الأصل في 2023-05-24.
2. ↑  "Understanding the risks of performance-enhancing drugs". Mayo Clinic (بالإنجليزية). Archived from the original on 2020-04-21. Retrieved 2019-12-30.
3. 1 2 3  Mooradian AD، Morley JE، Korenman SG (فبراير 1987). "Biological actions of androgens". Endocrine Reviews. ج. 8 ع. 1: 1–28. DOI:10.1210/edrv-8-1-1. PMID:3549275.
4. ↑  Bassil N، Alkaade S، Morley JE (يونيو 2009). "The benefits and risks of testosterone replacement therapy: a review". Therapeutics and Clinical Risk Management. ج. 5 ع. 3: 427–48. DOI:10.2147/tcrm.s3025. PMC:2701485. PMID:19707253.
5. ↑  Tuck SP، Francis RM (2009). "Testosterone, bone and osteoporosis". Advances in the Management of Testosterone Deficiency. Frontiers of Hormone Research. ج. 37. ص. 123–32. DOI:10.1159/000176049. ISBN:978-3-8055-8622-1. PMID:19011293.
6. ↑  Gann PH، Hennekens CH، Ma J، Longcope C، Stampfer MJ (أغسطس 1996). "Prospective study of sex hormone levels and risk of prostate cancer". Journal of the National Cancer Institute. ج. 88 ع. 16: 1118–1126. CiteSeerX:10.1.1.524.1837. DOI:10.1093/jnci/88.16.1118. PMID:8757191.
7. 1 2  Luetjens CM، Weinbauer GF (2012). "Chapter 2: Testosterone: Biosynthesis, transport, metabolism and (non-genomic) actions". Testosterone: Action, Deficiency, Substitution (ط. 4th). Cambridge: Cambridge University Press. ص. 15–32. ISBN:978-1-107-01290-5.
8. ↑  Torjesen PA، Sandnes L (مارس 2004). "Serum testosterone in women as measured by an automated immunoassay and a RIA". Clinical Chemistry. ج. 50 ع. 3: 678, author reply 678–9. DOI:10.1373/clinchem.2003.027565. PMID:14981046.
9. ↑  Southren AL، Gordon GG، Tochimoto S، Pinzon G، Lane DR، Stypulkowski W (مايو 1967). "Mean plasma concentration, metabolic clearance and basal plasma production rates of testosterone in normal young men and women using a constant infusion procedure: effect of time of day and plasma concentration on the metabolic clearance rate of testosterone". The Journal of Clinical Endocrinology & Metabolism. ج. 27 ع. 5: 686–94. DOI:10.1210/jcem-27-5-686. PMID:6025472.
10. ↑  Southren AL، Tochimoto S، Carmody NC، Isurugi K (نوفمبر 1965). "Plasma production rates of testosterone in normal adult men and women and in patients with the syndrome of feminizing testes". The Journal of Clinical Endocrinology & Metabolism. ج. 25 ع. 11: 1441–50. DOI:10.1210/jcem-25-11-1441. PMID:5843701.
11. ↑  Dabbs M، Dabbs JM (2000). Heroes, rogues, and lovers: testosterone and behavior. New York: McGraw-Hill. ISBN:978-0-07-135739-5.
12. 1 2 3 4 5 6 7 8 9  "Testosterone". Drugs.com. American Society of Health-System Pharmacists. 4 ديسمبر 2015. مؤرشف من الأصل في 2016-08-20. اطلع عليه بتاريخ 2016-09-03.
13. ↑  Liverman CT, Blazer DG, et al. (Institute of Medicine (US) Committee on Assessing the Need for Clinical Trials of Testosterone Replacement Therapy) (2004). "Introduction". Testosterone and Aging: Clinical Research Directions (Report) (بالإنجليزية). National Academies Press (US). Archived from the original on 2016-01-10. Retrieved 2016-09-26.
14. ↑  "What is Prohibited". World Anti-Doping Agency (بالإنجليزية). Archived from the original on 2020-11-12. Retrieved 2021-07-18.
15. ↑  David KG, Dingemanse E, Freud JL (May 1935). "Über krystallinisches mannliches Hormon aus Hoden (Testosteron) wirksamer als aus harn oder aus Cholesterin bereitetes Androsteron" [On crystalline male hormone from testicles (testosterone) effective as from urine or from cholesterol]. Hoppe-Seyler's Z Physiol Chem (بالألمانية). 233 (5–6): 281–83. DOI:10.1515/bchm2.1935.233.5-6.281.
16. 1 2  Butenandt A, Hanisch G (1935). "Umwandlung des Dehydroandrosterons in Androstendiol und Testosterone; ein Weg zur Darstellung des Testosterons aus Cholestrin" [About Testosterone. Conversion of Dehydro-androsterons into androstendiol and testosterone; a way for the structure assignment of testosterone from cholesterol]. Hoppe-Seyler's Z Physiol Chem (بالألمانية). 237 (2): 89–97. DOI:10.1515/bchm2.1935.237.1-3.89.
17. 1 2 3  Freeman ER، Bloom DA، McGuire EJ (فبراير 2001). "A brief history of testosterone". The Journal of Urology. ج. 165 ع. 2: 371–73. DOI:10.1097/00005392-200102000-00004. PMID:11176375.
18. ↑  Sheffield-Moore M (أبريل 2000). "Androgens and the control of skeletal muscle protein synthesis". Annals of Medicine. ج. 32 ع. 3: 181–186. DOI:10.3109/07853890008998825. PMID:10821325. S2CID:32366484.
19. ↑  Handelsman DJ (يناير 2013). "Androgen Physiology, Pharmacology and Abuse". Endotext [Internet]. MDText.com, Inc. PMID:25905231. مؤرشف من الأصل في 2021-03-09. اطلع عليه بتاريخ 2016-11-11.
20. 1 2 3  Čeponis، Jonas؛ Wang، Christina؛ Swerdloff، Ronald S.؛ Liu، Peter Y. (2017). "Anabolic and Metabolic Effects of Testosterone and Other Androgens: Direct Effects and Role of Testosterone Metabolic Products". Thyroid Diseases. Endocrinology. ص. 1–22. DOI:10.1007/978-3-319-29456-8_11-1. ISBN:978-3-319-29195-6. مؤرشف من الأصل في 2024-04-07. اطلع عليه بتاريخ 2024-04-06.
21. ↑  Kuhn CM (2002). "Anabolic steroids". Recent Prog Horm Res. ج. 57: 411–34. DOI:10.1210/rp.57.1.411. PMID:12017555.
22. ↑  Sfetcu N (2 May 2014). Health & Drugs: Disease, Prescription & Medication (بالإنجليزية). Nicolae Sfetcu. Archived from the original on 2023-11-18. Retrieved 2022-11-21.
23. 1 2  Swaab DF، Garcia-Falgueras A (2009). "Sexual differentiation of the human brain in relation to gender identity and sexual orientation". Functional Neurology. ج. 24 ع. 1: 17–28. PMID:19403051.
24. ↑  Xu HY، Zhang HX، Xiao Z، Qiao J، Li R (2019). "Regulation of anti-Müllerian hormone (AMH) in males and the associations of serum AMH with the disorders of male fertility". Asian Journal of Andrology. ج. 21 ع. 2: 109–114. DOI:10.4103/aja.aja_83_18. PMC:6413543. PMID:30381580.
25. ↑  Berenbaum SA (مارس 2018). "Beyond Pink and Blue: The Complexity of Early Androgen Effects on Gender Development". Child Development Perspectives. ج. 12 ع. 1: 58–64. DOI:10.1111/cdep.12261. PMC:5935256. PMID:29736184.
26. ↑  Hines M، Brook C، Conway GS (فبراير 2004). "Androgen and psychosexual development: core gender identity, sexual orientation and recalled childhood gender role behavior in women and men with congenital adrenal hyperplasia (CAH)". Journal of Sex Research. ج. 41 ع. 1: 75–81. DOI:10.1080/00224490409552215. PMID:15216426. S2CID:33519930.
27. ↑  Forest MG، Cathiard AM، Bertrand JA (يوليو 1973). "Evidence of testicular activity in early infancy". The Journal of Clinical Endocrinology & Metabolism. ج. 37 ع. 1: 148–51. DOI:10.1210/jcem-37-1-148. PMID:4715291.
28. ↑  Corbier P، Edwards DA، Roffi J (1992). "The neonatal testosterone surge: a comparative study". Archives Internationales de Physiologie, de Biochimie et de Biophysique. ج. 100 ع. 2: 127–31. DOI:10.3109/13813459209035274. PMID:1379488.
29. ↑  Dakin CL، Wilson CA، Kalló I، Coen CW، Davies DC (مايو 2008). "Neonatal stimulation of 5-HT(2) receptors reduces androgen receptor expression in the rat anteroventral periventricular nucleus and sexually dimorphic preoptic area". The European Journal of Neuroscience. ج. 27 ع. 9: 2473–80. DOI:10.1111/j.1460-9568.2008.06216.x. PMID:18445234. S2CID:23978105.
30. 1 2  Häggström M، Richfield D (2014). "Diagram of the pathways of human steroidogenesis". WikiJournal of Medicine. ج. 1 ع. 1. DOI:10.15347/wjm/2014.005.
31. ↑  Kalat JW (2009). "Reproductive behaviors". Biological psychology. Belmont, Calif: Wadsworth, Cengage Learning. ص. 321. ISBN:978-0-495-60300-9. مؤرشف من الأصل في 2023-01-11. اطلع عليه بتاريخ 2020-10-08.
32. 1 2  Pinyerd B، Zipf WB (2005). "Puberty-timing is everything!". Journal of Pediatric Nursing. ج. 20 ع. 2: 75–82. DOI:10.1016/j.pedn.2004.12.011. PMID:15815567. S2CID:28274693.
33. ↑  Barrett KE، Ganong WF (2012). Ganong's Review of Medical Physiology (ط. 24). TATA McGRAW Hill. ص. 423–25. ISBN:978-1-259-02753-6.
34. ↑  Raggatt LJ، Partridge NC (2010). "Cellular and molecular mechanisms of bone remodeling". The Journal of Biological Chemistry. ج. 285 ع. 33: 25103–8. DOI:10.1074/jbc.R109.041087. PMC:2919071. PMID:20501658.
35. ↑  Mehta PH، Jones AC، Josephs RA (يونيو 2008). "The social endocrinology of dominance: basal testosterone predicts cortisol changes and behavior following victory and defeat" (PDF). Journal of Personality and Social Psychology. ج. 94 ع. 6: 1078–1093. CiteSeerX:10.1.1.336.2502. DOI:10.1037/0022-3514.94.6.1078. PMID:18505319. مؤرشف من الأصل (PDF) في 2009-04-19.
36. ↑  Ajayi AA، Halushka PV (مايو 2005). "Castration reduces platelet thromboxane A2 receptor density and aggregability". QJM. ج. 98 ع. 5: 349–356. DOI:10.1093/qjmed/hci054. PMID:15820970.
37. ↑  Ajayi AA، Mathur R، Halushka PV (يونيو 1995). "Testosterone increases human platelet thromboxane A2 receptor density and aggregation responses". Circulation. ج. 91 ع. 11: 2742–2747. DOI:10.1161/01.CIR.91.11.2742. PMID:7758179.
38. ↑  Kelsey TW، Li LQ، Mitchell RT، Whelan A، Anderson RA، Wallace WH (8 أكتوبر 2014). "A validated age-related normative model for male total testosterone shows increasing variance but no decline after age 40 years". PLOS ONE. ج. 9 ع. 10: e109346. Bibcode:2014PLoSO...9j9346K. DOI:10.1371/journal.pone.0109346. PMC:4190174. PMID:25295520.
39. ↑  Wilson JD (سبتمبر 2001). "Androgens, androgen receptors, and male gender role behavior". Review. Hormones and Behavior. ج. 40 ع. 2: 358–66. DOI:10.1006/hbeh.2001.1684. PMID:11534997. S2CID:20480423.
40. ↑  Cosgrove KP، Mazure CM، Staley JK (أكتوبر 2007). "Evolving knowledge of sex differences in brain structure, function, and chemistry". Biological Psychiatry. ج. 62 ع. 8: 847–55. DOI:10.1016/j.biopsych.2007.03.001. PMC:2711771. PMID:17544382.
41. ↑  Morgentaler A، Schulman C (2009). "Testosterone and prostate safety". Advances in the Management of Testosterone Deficiency. Frontiers of Hormone Research. ج. 37. ص. 197–203. DOI:10.1159/000176054. ISBN:978-3-8055-8622-1. PMID:19011298.
42. ↑  Rhoden EL، Averbeck MA، Teloken PE (سبتمبر 2008). "Androgen replacement in men undergoing treatment for prostate cancer". The Journal of Sexual Medicine. ج. 5 ع. 9: 2202–08. DOI:10.1111/j.1743-6109.2008.00925.x. PMID:18638000.
43. ↑  Morgentaler A، Traish AM (فبراير 2009). "Shifting the paradigm of testosterone and prostate cancer: the saturation model and the limits of androgen-dependent growth". European Urology. ج. 55 ع. 2: 310–20. DOI:10.1016/j.eururo.2008.09.024. PMID:18838208.
44. ↑  Haddad RM، Kennedy CC، Caples SM، Tracz MJ، Boloña ER، Sideras K، Uraga MV، Erwin PJ، Montori VM (يناير 2007). "Testosterone and cardiovascular risk in men: a systematic review and meta-analysis of randomized placebo-controlled trials". Mayo Clinic Proceedings. ج. 82 ع. 1: 29–39. DOI:10.4065/82.1.29. PMID:17285783.
45. ↑  Jones TH، Saad F (ديسمبر 2009). "The effects of testosterone on risk factors for, and the mediators of, the atherosclerotic process". Atherosclerosis. ج. 207 ع. 2: 318–27. DOI:10.1016/j.atherosclerosis.2009.04.016. PMID:19464009.
46. ↑  Stanworth RD، Jones TH (2008). "Testosterone for the aging male; current evidence and recommended practice". Clinical Interventions in Aging. ج. 3 ع. 1: 25–44. DOI:10.2147/CIA.S190. PMC:2544367. PMID:18488876.
47. ↑  Van Anders SM، Watson NV (2006). "Menstrual cycle irregularities are associated with testosterone levels in healthy premenopausal women" (PDF). American Journal of Human Biology. ج. 18 ع. 6: 841–44. DOI:10.1002/ajhb.20555. hdl:2027.42/83925. PMID:17039468. S2CID:32023452. مؤرشف من الأصل في 2021-02-13. اطلع عليه بتاريخ 2019-08-29.
48. ↑  "Polycystic Ovary Syndrome (PCOS)". Penn State Student Affairs. Penn State University 2022. 6 يونيو 2020. اطلع عليه بتاريخ 2024-05-14.
49. ↑  Pike CJ، Rosario ER، Nguyen TV (أبريل 2006). "Androgens, aging, and Alzheimer's disease". Endocrine. ج. 29 ع. 2: 233–41. DOI:10.1385/ENDO:29:2:233. PMID:16785599. S2CID:13852805.
50. ↑  Rosario ER، Chang L، Stanczyk FZ، Pike CJ (سبتمبر 2004). "Age-related testosterone depletion and the development of Alzheimer disease". JAMA. ج. 292 ع. 12: 1431–32. DOI:10.1001/jama.292.12.1431-b. PMID:15383512.
51. ↑  Hogervorst E، Bandelow S، Combrinck M، Smith AD (2004). "Low free testosterone is an independent risk factor for Alzheimer's disease". Experimental Gerontology. ج. 39 ع. 11–12: 1633–39. DOI:10.1016/j.exger.2004.06.019. PMID:15582279. S2CID:24803152.
52. ↑  Moffat SD، Zonderman AB، Metter EJ، Kawas C، Blackman MR، Harman SM، Resnick SM (يناير 2004). "Free testosterone and risk for Alzheimer disease in older men". Neurology. ج. 62 ع. 2: 188–93. DOI:10.1212/WNL.62.2.188. PMID:14745052. S2CID:10302839. مؤرشف من الأصل في 2022-11-19. اطلع عليه بتاريخ 2022-04-01.
53. ↑  Moffat SD، Hampson E (أبريل 1996). "A curvilinear relationship between testosterone and spatial cognition in humans: possible influence of hand preference". Psychoneuroendocrinology. ج. 21 ع. 3: 323–37. DOI:10.1016/0306-4530(95)00051-8. PMID:8817730. S2CID:7135870.
54. 1 2 3 4  Bianchi VE (يناير 2019). "The Anti-Inflammatory Effects of Testosterone". Journal of the Endocrine Society. ج. 3 ع. 1: 91–107. DOI:10.1210/js.2018-00186. PMC:6299269. PMID:30582096.
55. ↑  Krysiak R، Kowalcze K، Okopień B (أكتوبر 2019). "The effect of testosterone on thyroid autoimmunity in euthyroid men with Hashimoto's thyroiditis and low testosterone levels". Journal of Clinical Pharmacy and Therapeutics. ج. 44 ع. 5: 742–749. DOI:10.1111/jcpt.12987. PMID:31183891. S2CID:184487697.
56. ↑  "List of Gender Dysphoria Medications (6 Compared)". Drugs.com (بالإنجليزية). Archived from the original on 2020-04-26. Retrieved 2020-05-06.
57. ↑  Myers JB، Meacham RB (2003). "Androgen replacement therapy in the aging male". Reviews in Urology. ج. 5 ع. 4: 216–226. PMC:1508369. PMID:16985841.
58. ↑  "Testosterone Products: Drug Safety Communication – FDA Cautions About Using Testosterone Products for Low Testosterone Due to Aging; Requires Labeling Change to Inform of Possible Increased Risk of Heart Attack And Stroke". إدارة الغذاء والدواء. 3 مارس 2015. مؤرشف من الأصل في 2021-04-22. اطلع عليه بتاريخ 2015-03-05.
59. ↑  "19th WHO Model List of Essential Medicines (April 2015)" (PDF). WHO. أبريل 2015. مؤرشف (PDF) من الأصل في 2015-05-13. اطلع عليه بتاريخ 2015-05-10.
60. ↑  Lincoff AM، Bhasin S، Flevaris P، Mitchell LM، Basaria S، Boden WE، Cunningham GR، Granger CB، Khera M، Thompson IM، Wang Q، Wolski K، Davey D، Kalahasti V، Khan N، Miller MG، Snabes MC، Chan A، Dubcenco E، Li X، Yi T، Huang B، Pencina KM، Travison TG، Nissen SE (يوليو 2023). "Cardiovascular Safety of Testosterone-Replacement Therapy". The New England Journal of Medicine. ج. 389 ع. 2: 107–117. DOI:10.1056/NEJMoa2215025. PMID:37326322. S2CID:259176370.
61. ↑  Qaseem A، Horwitch CA، Vijan S، Etxeandia-Ikobaltzeta I، Kansagara D (يناير 2020). "Testosterone Treatment in Adult Men With Age-Related Low Testosterone: A Clinical Guideline From the American College of Physicians". Annals of Internal Medicine. ج. 172 ع. 2: 126–133. DOI:10.7326/M19-0882. PMID:31905405.
62. ↑  Parry NM (7 يناير 2020). "New Guideline for Testosterone Treatment in Men With 'Low T'". Medscape.com. مؤرشف من الأصل في 2020-01-08. اطلع عليه بتاريخ 2020-01-07.
63. ↑  Bhasin S، Storer TW، Berman N، Callegari C، Clevenger B، Phillips J، Bunnell TJ، Tricker R، Shirazi A، Casaburi R (يوليو 1996). "The effects of supraphysiologic doses of testosterone on muscle size and strength in normal men". The New England Journal of Medicine. ج. 335 ع. 1: 1–7. DOI:10.1056/NEJM199607043350101. PMID:8637535. S2CID:73721690.
64. ↑  Fox CA، Ismail AA، Love DN، Kirkham KE، Loraine JA (يناير 1972). "Studies on the relationship between plasma testosterone levels and human sexual activity". The Journal of Endocrinology. ج. 52 ع. 1: 51–8. DOI:10.1677/joe.0.0520051. PMID:5061159.
65. ↑  van Anders SM، Dunn EJ (أغسطس 2009). "Are gonadal steroids linked with orgasm perceptions and sexual assertiveness in women and men?". Hormones and Behavior. ج. 56 ع. 2: 206–213. DOI:10.1016/j.yhbeh.2009.04.007. hdl:2027.42/83876. PMID:19409392. S2CID:14588630.
66. ↑  Cashdan E (سبتمبر 1995). "Hormones, sex, and status in women". Hormones and Behavior. ج. 29 ع. 3: 354–366. DOI:10.1006/hbeh.1995.1025. PMID:7490010. S2CID:40567580.
67. ↑  Exton MS، Bindert A، Krüger T، Scheller F، Hartmann U، Schedlowski M (1999). "Cardiovascular and endocrine alterations after masturbation-induced orgasm in women". Psychosomatic Medicine. ج. 61 ع. 3: 280–89. DOI:10.1097/00006842-199905000-00005. PMID:10367606.
68. ↑  Purvis K، Landgren BM، Cekan Z، Diczfalusy E (سبتمبر 1976). "Endocrine effects of masturbation in men". The Journal of Endocrinology. ج. 70 ع. 3: 439–44. DOI:10.1677/joe.0.0700439. PMID:135817.
69. ↑  Harding SM، Velotta JP (مايو 2011). "Comparing the relative amount of testosterone required to restore sexual arousal, motivation, and performance in male rats". Hormones and Behavior. ج. 59 ع. 5: 666–73. DOI:10.1016/j.yhbeh.2010.09.009. PMID:20920505. S2CID:1577450.
70. ↑  James PJ، Nyby JG، Saviolakis GA (سبتمبر 2006). "Sexually stimulated testosterone release in male mice (Mus musculus): roles of genotype and sexual arousal". Hormones and Behavior. ج. 50 ع. 3: 424–31. DOI:10.1016/j.yhbeh.2006.05.004. PMID:16828762. S2CID:36436418.
71. 1 2  Wallen K (سبتمبر 2001). "Sex and context: hormones and primate sexual motivation". Hormones and Behavior. ج. 40 ع. 2: 339–57. CiteSeerX:10.1.1.22.5968. DOI:10.1006/hbeh.2001.1696. PMID:11534996. S2CID:2214664.
72. ↑  Hart BL (ديسمبر 1983). "Role of testosterone secretion and penile reflexes in sexual behavior and sperm competition in male rats: a theoretical contribution". Physiology & Behavior. ج. 31 ع. 6: 823–27. DOI:10.1016/0031-9384(83)90279-2. PMID:6665072. S2CID:42155431.
73. ↑  Kraemer HC، Becker HB، Brodie HK، Doering CH، Moos RH، Hamburg DA (مارس 1976). "Orgasmic frequency and plasma testosterone levels in normal human males". Archives of Sexual Behavior. ج. 5 ع. 2: 125–32. DOI:10.1007/BF01541869. PMID:1275688. S2CID:38283107.
74. ↑  Roney JR، Mahler SV، Maestripieri D (2003). "Behavioral and hormonal responses of men to brief interactions with women". Evolution and Human Behavior. ج. 24 ع. 6: 365–75. Bibcode:2003EHumB..24..365R. DOI:10.1016/S1090-5138(03)00053-9.
75. ↑  Pirke KM، Kockott G، Dittmar F (نوفمبر 1974). "Psychosexual stimulation and plasma testosterone in man". Archives of Sexual Behavior. ج. 3 ع. 6: 577–84. DOI:10.1007/BF01541140. PMID:4429441. S2CID:43495791.
76. ↑  Hellhammer DH، Hubert W، Schürmeyer T (1985). "Changes in saliva testosterone after psychological stimulation in men". Psychoneuroendocrinology. ج. 10 ع. 1: 77–81. DOI:10.1016/0306-4530(85)90041-1. PMID:4001279. S2CID:41819670.
77. ↑  Rowland DL، Heiman JR، Gladue BA، Hatch JP، Doering CH، Weiler SJ (1987). "Endocrine, psychological and genital response to sexual arousal in men". Psychoneuroendocrinology. ج. 12 ع. 2: 149–58. DOI:10.1016/0306-4530(87)90045-X. PMID:3602262. S2CID:35309934.
78. ↑  Traish AM، Kim N، Min K، Munarriz R، Goldstein I (أبريل 2002). "Role of androgens in female genital sexual arousal: receptor expression, structure, and function". Fertility and Sterility. ج. 77 ع. Suppl 4: S11–8. DOI:10.1016/s0015-0282(02)02978-3. PMID:12007897.
79. ↑  van Anders SM، Hamilton LD، Schmidt N، Watson NV (أبريل 2007). "Associations between testosterone secretion and sexual activity in women". Hormones and Behavior. ج. 51 ع. 4: 477–82. DOI:10.1016/j.yhbeh.2007.01.003. hdl:2027.42/83880. PMID:17320881. S2CID:5718960.
80. ↑  Tuiten A، Van Honk J، Koppeschaar H، Bernaards C، Thijssen J، Verbaten R (فبراير 2000). "Time course of effects of testosterone administration on sexual arousal in women". Archives of General Psychiatry. ج. 57 ع. 2: 149–53, discussion 155–6. DOI:10.1001/archpsyc.57.2.149. PMID:10665617.
81. ↑  Goldey KL، van Anders SM (مايو 2011). "Sexy thoughts: effects of sexual cognitions on testosterone, cortisol, and arousal in women" (PDF). Hormones and Behavior. ج. 59 ع. 5: 754–64. DOI:10.1016/j.yhbeh.2010.12.005. hdl:2027.42/83874. PMID:21185838. S2CID:18691358. مؤرشف من الأصل في 2021-08-29. اطلع عليه بتاريخ 2019-09-23.
82. 1 2  Bolour S، Braunstein G (2005). "Testosterone therapy in women: a review". International Journal of Impotence Research. ج. 17 ع. 5: 399–408. DOI:10.1038/sj.ijir.3901334. PMID:15889125.
83. 1 2  Sorokowski P، وآخرون (أكتوبر 2019). "Romantic Love and Reproductive Hormones in Women". Int J Environ Res Public Health. ج. 16 ع. 21: 4224. DOI:10.3390/ijerph16214224. PMC:6861983. PMID:31683520.
84. 1 2 3  Marazziti D، Canale D (أغسطس 2004). "Hormonal changes when falling in love". Psychoneuroendocrinology. ج. 29 ع. 7: 931–36. DOI:10.1016/j.psyneuen.2003.08.006. PMID:15177709. S2CID:24651931.
85. 1 2  van Anders SM، Watson NV (يوليو 2006). "Relationship status and testosterone in North American heterosexual and non-heterosexual men and women: cross-sectional and longitudinal data". Psychoneuroendocrinology. ج. 31 ع. 6: 715–23. DOI:10.1016/j.psyneuen.2006.01.008. hdl:2027.42/83924. PMID:16621328. S2CID:22477678.
86. 1 2 3  Booth A، Dabbs JM (1993). "Testosterone and Men's Marriages". Social Forces. ج. 72 ع. 2: 463–77. DOI:10.1093/sf/72.2.463.
87. ↑  Mazur A، Michalek J (1998). "Marriage, Divorce, and Male Testosterone". Social Forces. ج. 77 ع. 1: 315–30. DOI:10.1093/sf/77.1.315.
88. ↑  Gray PB، Chapman JF، Burnham TC، McIntyre MH، Lipson SF، Ellison PT (يونيو 2004). "Human male pair bonding and testosterone". Human Nature. ج. 15 ع. 2: 119–31. DOI:10.1007/s12110-004-1016-6. PMID:26190409. S2CID:33812118.
89. ↑  Gray PB، Campbell BC، Marlowe FW، Lipson SF، Ellison PT (أكتوبر 2004). "Social variables predict between-subject but not day-to-day variation in the testosterone of US men". Psychoneuroendocrinology. ج. 29 ع. 9: 1153–62. DOI:10.1016/j.psyneuen.2004.01.008. PMID:15219639. S2CID:18107730.
90. ↑  van Anders SM، Watson NV (فبراير 2007). "Testosterone levels in women and men who are single, in long-distance relationships, or same-city relationships". Hormones and Behavior. ج. 51 ع. 2: 286–91. DOI:10.1016/j.yhbeh.2006.11.005. hdl:2027.42/83915. PMID:17196592. S2CID:30710035.
91. ↑  Bribiescas RG، Ellison PT، Gray PB (ديسمبر 2012). "Male Life History, Reproductive Effort, and the Evolution of the Genus Homo". Current Anthropology. ج. 53 ع. S6: S424–S435. DOI:10.1086/667538. S2CID:83046141.
92. ↑  Kramer KL، Otárola-Castillo E (يوليو 2015). "When mothers need others: The impact of hominin life history evolution on cooperative breeding". Journal of Human Evolution. ج. 84: 16–24. Bibcode:2015JHumE..84...16K. DOI:10.1016/j.jhevol.2015.01.009. PMID:25843884.
93. ↑  Gettler LT (8 يوليو 2014). "Applying socioendocrinology to evolutionary models: fatherhood and physiology". Evolutionary Anthropology. ج. 23 ع. 4: 146–60. DOI:10.1002/evan.21412. PMID:25116846. S2CID:438574.
94. ↑  Nauert R (30 أكتوبر 2015). "Parenting Skills Influenced by Testosterone Levels, Empathy". Psych Central. مؤرشف من الأصل في 2020-09-30. اطلع عليه بتاريخ 2018-12-09.
95. ↑  Sapienza P، Zingales L، Maestripieri D (سبتمبر 2009). "Gender differences in financial risk aversion and career choices are affected by testosterone". Proceedings of the National Academy of Sciences of the United States of America. ج. 106 ع. 36: 15268–15273. Bibcode:2009PNAS..10615268S. DOI:10.1073/pnas.0907352106. PMC:2741240. PMID:19706398.
96. ↑  Apicella CL، Dreber A، Campbell B، Gray PB، Hoffman M، Little AC (نوفمبر 2008). "Testosterone and financial risk preferences". Evolution and Human Behavior. ج. 29 ع. 6: 384–90. Bibcode:2008EHumB..29..384A. DOI:10.1016/j.evolhumbehav.2008.07.001.
97. ↑  Eibich P، Kanabar R، Plum A، Schmied J (أغسطس 2022). "In and out of unemployment-Labour market transitions and the role of testosterone". Economics and Human Biology. ج. 46: 101123. DOI:10.1016/j.ehb.2022.101123. hdl:10419/267153. PMID:35338911. S2CID:245383323.
98. ↑  Dolan EW (9 Dec 2022). "Testosterone and cortisol levels are linked to criminal behavior, according to new research". Psypost – Psychology News (بالإنجليزية الأمريكية). Archived from the original on 2023-08-10. Retrieved 2023-08-09.
99. ↑  "Study shows that testosterone levels can have an impact on generosity". مؤرشف من الأصل في 2023-04-02. اطلع عليه بتاريخ 2023-04-02.
100. ↑  Dreher JC، Dunne S، Pazderska A، Frodl T، Nolan JJ، O'Doherty JP (أكتوبر 2016). "Testosterone causes both prosocial and antisocial status-enhancing behaviors in human males". Proceedings of the National Academy of Sciences of the United States of America. ج. 113 ع. 41: 11633–11638. Bibcode:2016PNAS..11311633D. DOI:10.1073/pnas.1608085113. PMC:5068300. PMID:27671627.
101. ↑  Armstrong TA، Boisvert DL، Wells J، Lewis RH، Cooke EM، Woeckener M، Kavish N، Vietto N، Harper JM (نوفمبر 2022). "Testosterone, cortisol, and criminal behavior in men and women". Hormones and Behavior. ج. 146: 105260. DOI:10.1016/j.yhbeh.2022.105260. PMID:36122515. S2CID:252285821.
102. ↑  Dabbs JM، Jurkovic GJ، Frady RL (أغسطس 1991). "Salivary testosterone and cortisol among late adolescent male offenders". Journal of Abnormal Child Psychology. ج. 19 ع. 4: 469–78. DOI:10.1007/BF00919089. PMID:1757712. S2CID:647349.
103. ↑  Barber N (15 يوليو 2009). "Sex, violence, and hormones: Why young men are horny and violent". Psychology Today. مؤرشف من الأصل في 2024-05-02. اطلع عليه بتاريخ 2023-05-19.
104. ↑  Dabbs Jr JM، Carr TS، Frady RL، Riad JK (مايو 1995). "Testosterone, crime, and misbehavior among 692 male prison inmates". Personality and Individual Differences. ج. 18 ع. 5: 627–633. DOI:10.1016/0191-8869(94)00177-T.
105. ↑  Welker KM، Lozoya E، Campbell JA، Neumann CS، Carré JM (أبريل 2014). "Testosterone, cortisol, and psychopathic traits in men and women". Physiology & Behavior. ج. 129: 230–6. DOI:10.1016/j.physbeh.2014.02.057. PMID:24631306. S2CID:23683791.
106. 1 2  Wright J، Ellis L، Beaver K (2009). Handbook of crime correlates. San Diego: Academic Press. ص. 208–10. ISBN:978-0-12-373612-3.
107. ↑  Delville Y، Mansour KM، Ferris CF (يوليو 1996). "Testosterone facilitates aggression by modulating vasopressin receptors in the hypothalamus". Physiology & Behavior. ج. 60 ع. 1: 25–9. DOI:10.1016/0031-9384(95)02246-5. PMID:8804638. S2CID:23870320.
108. 1 2 3 4 5  Archer J (2006). "Testosterone and human aggression: an evaluation of the challenge hypothesis" (PDF). Neuroscience and Biobehavioral Reviews. ج. 30 ع. 3: 319–345. DOI:10.1016/j.neubiorev.2004.12.007. PMID:16483890. S2CID:26405251. مؤرشف من الأصل (PDF) في 2016-01-09.
109. 1 2  Ellis L، Hoskin AW (2015). "The evolutionary neuroandrogenic theory of criminal behavior expanded". Aggression and Violent Behavior. ج. 24: 61–74. DOI:10.1016/j.avb.2015.05.002.
110. ↑  Hoskin AW، Ellis L (2015). "Fetal Testosterone and Criminality: Test of Evolutionary Neuroandrogenic Theory". Criminology. ج. 53 ع. 1: 54–73. DOI:10.1111/1745-9125.12056.
111. ↑  Perciavalle V، Di Corrado D، Petralia MC، Gurrisi L، Massimino S، Coco M (يونيو 2013). "The second-to-fourth digit ratio correlates with aggressive behavior in professional soccer players". Molecular Medicine Reports. ج. 7 ع. 6: 1733–1738. DOI:10.3892/mmr.2013.1426. PMC:3694562. PMID:23588344.
112. ↑  Bailey AA، Hurd PL (مارس 2005). "Finger length ratio (2D:4D) correlates with physical aggression in men but not in women". Biological Psychology. ج. 68 ع. 3: 215–222. DOI:10.1016/j.biopsycho.2004.05.001. PMID:15620791. S2CID:16606349.
Lay summary: "Finger Length Predicts Aggression in Men". لايف ساينس (موقع). 2 مارس 2005. مؤرشف من الأصل في 2017-09-29. اطلع عليه بتاريخ 2015-12-30.
113. ↑  Benderlioglu Z، Nelson RJ (ديسمبر 2004). "Digit length ratios predict reactive aggression in women, but not in men". Hormones and Behavior. ج. 46 ع. 5: 558–564. DOI:10.1016/j.yhbeh.2004.06.004. PMID:15555497. S2CID:17464657.
114. ↑  Liu J، Portnoy J، Raine A (أغسطس 2012). "Association between a marker for prenatal testosterone exposure and externalizing behavior problems in children". Development and Psychopathology. ج. 24 ع. 3: 771–782. DOI:10.1017/S0954579412000363. PMC:4247331. PMID:22781854.
115. ↑  Butovskaya M، Burkova V، Karelin D، Fink B (1 أكتوبر 2015). "Digit ratio (2D:4D), aggression, and dominance in the Hadza and the Datoga of Tanzania". American Journal of Human Biology. ج. 27 ع. 5: 620–627. DOI:10.1002/ajhb.22718. PMID:25824265. S2CID:205303673.
116. ↑  Joyce CW، Kelly JC، Chan JC، Colgan G، O'Briain D، Mc Cabe JP، Curtin W (نوفمبر 2013). "Second to fourth digit ratio confirms aggressive tendencies in patients with boxers fractures". Injury. ج. 44 ع. 11: 1636–1639. DOI:10.1016/j.injury.2013.07.018. PMID:23972912.
117. ↑  Carré JM، Olmstead NA (فبراير 2015). "Social neuroendocrinology of human aggression: examining the role of competition-induced testosterone dynamics" (PDF). Neuroscience. ج. 286: 171–186. DOI:10.1016/j.neuroscience.2014.11.029. PMID:25463514. S2CID:32112035. مؤرشف من الأصل (PDF) في 2016-01-26. اطلع عليه بتاريخ 2015-12-30.
118. ↑  Klinesmith J، Kasser T، McAndrew FT (يوليو 2006). "Guns, testosterone, and aggression: an experimental test of a mediational hypothesis". Psychological Science. ج. 17 ع. 7: 568–571. DOI:10.1111/j.1467-9280.2006.01745.x. PMID:16866740. S2CID:33952211.
119. ↑  Mcandrew FT (2009). "The Interacting Roles of Testosterone and Challenges to Status in Human Male Aggression" (PDF). Aggression and Violent Behavior. ج. 14 ع. 5: 330–335. DOI:10.1016/j.avb.2009.04.006. مؤرشف (PDF) من الأصل في 2020-11-29. اطلع عليه بتاريخ 2015-12-30.
120. ↑  Weierstall R، Moran J، Giebel G، Elbert T (1 مايو 2014). "Testosterone reactivity and identification with a perpetrator or a victim in a story are associated with attraction to violence-related cues" (PDF). International Journal of Law and Psychiatry. ج. 37 ع. 3: 304–312. DOI:10.1016/j.ijlp.2013.11.016. PMID:24367977. مؤرشف (PDF) من الأصل في 2024-05-02. اطلع عليه بتاريخ 2024-05-02.
121. ↑  Nguyen TV، McCracken JT، Albaugh MD، Botteron KN، Hudziak JJ، Ducharme S (يناير 2016). "A testosterone-related structural brain phenotype predicts aggressive behavior from childhood to adulthood". Psychoneuroendocrinology. ج. 63: 109–118. DOI:10.1016/j.psyneuen.2015.09.021. PMC:4695305. PMID:26431805.
122. ↑  McGinnis MY (ديسمبر 2004). "Anabolic androgenic steroids and aggression: studies using animal models". Annals of the New York Academy of Sciences. ج. 1036 ع. 1: 399–415. Bibcode:2004NYASA1036..399M. DOI:10.1196/annals.1330.024. PMID:15817752. S2CID:36368056.
123. ↑  von der PB، Sarkola T، Seppa K، Eriksson CJ (سبتمبر 2002). "Testosterone, 5 alpha-dihydrotestosterone and cortisol in men with and without alcohol-related aggression". Journal of Studies on Alcohol. ج. 63 ع. 5: 518–26. DOI:10.15288/jsa.2002.63.518. PMID:12380846.
124. ↑  Goldman D, Lappalainen J, Ozaki N. Direct analysis of candidate genes in impulsive disorders. In: Bock G, Goode J, eds. Genetics of Criminal and Antisocial Behaviour. Ciba Foundation Symposium 194. Chichester: John Wiley & Sons; 1996.
125. ↑  Coccaro E (1996). "Neurotransmitter correlates of impulsive aggression in humans. In: Ferris C, Grisso T, eds. Understanding Aggressive Behaviour inn Children". Annals of the New York Academy of Sciences. ج. 794 ع. 1: 82–89. Bibcode:1996NYASA.794...82C. DOI:10.1111/j.1749-6632.1996.tb32511.x. PMID:8853594. S2CID:33226665.
126. ↑  Finkelstein JW، Susman EJ، Chinchilli VM، Kunselman SJ، D'Arcangelo MR، Schwab J، Demers LM، Liben LS، Lookingbill G، Kulin HE (1997). "Estrogen or testosterone increases self-reported aggressive behaviors in hypogonadal adolescents". The Journal of Clinical Endocrinology & Metabolism. ج. 82 ع. 8: 2433–38. DOI:10.1210/jcem.82.8.4165. PMID:9253313.
127. ↑  Soma KK، Scotti MA، Newman AE، Charlier TD، Demas GE (أكتوبر 2008). "Novel mechanisms for neuroendocrine regulation of aggression". Frontiers in Neuroendocrinology. ج. 29 ع. 4: 476–89. DOI:10.1016/j.yfrne.2007.12.003. PMID:18280561. S2CID:32650274.
128. ↑  Soma KK، Sullivan KA، Tramontin AD، Saldanha CJ، Schlinger BA، Wingfield JC (2000). "Acute and chronic effects of an aromatase inhibitor on territorial aggression in breeding and nonbreeding male song sparrows". Journal of Comparative Physiology A. ج. 186 ع. 7–8: 759–69. DOI:10.1007/s003590000129. PMID:11016791. S2CID:23990605.
129. ↑  McGinnis MY، Lumia AR، Breuer ME، Possidente B (فبراير 2002). "Physical provocation potentiates aggression in male rats receiving anabolic androgenic steroids". Hormones and Behavior. ج. 41 ع. 1: 101–10. DOI:10.1006/hbeh.2001.1742. PMID:11863388. S2CID:29969145.
130. ↑  Sapolsky RM (2018). "Doubled-Edged Swords in the Biology of Conflict". Frontiers in Psychology. ج. 9: 2625. DOI:10.3389/fpsyg.2018.02625. PMC:6306482. PMID:30619017.
131. ↑  Sapolsky RM (1998). The trouble with testosterone. New York: Simon and Schuster. ص. 153–55. ISBN:978-0-684-83891-5.
132. ↑  Eisenegger C، Haushofer J، Fehr E (يونيو 2011). "The role of testosterone in social interaction" (PDF). Trends in Cognitive Sciences. ج. 15 ع. 6: 263–71. DOI:10.1016/j.tics.2011.04.008. PMID:21616702. S2CID:9554219. مؤرشف (PDF) من الأصل في 2021-01-22. اطلع عليه بتاريخ 2020-12-22.
133. ↑  Eisenegger C، Naef M، Snozzi R، Heinrichs M، Fehr E (2010). "Prejudice and truth about the effect of testosterone on human bargaining behaviour". Nature. ج. 463 ع. 7279: 356–59. Bibcode:2010Natur.463..356E. DOI:10.1038/nature08711. PMID:19997098. S2CID:1305527.
134. ↑  van Honk J، Montoya ER، Bos PA، van Vugt M، Terburg D (مايو 2012). "New evidence on testosterone and cooperation". Nature. ج. 485 ع. 7399: E4–5, discussion E5–6. Bibcode:2012Natur.485E...4V. DOI:10.1038/nature11136. PMID:22622587. S2CID:4383859.
135. ↑  Eisenegger C، Naef M، Snozzi R، Heinrichs M، Fehr E (2012). "Eisenegger et al. reply". Nature. ج. 485 ع. 7399: E5–E6. Bibcode:2012Natur.485E...5E. DOI:10.1038/nature11137. S2CID:4413138.
136. ↑  Zak PJ، Kurzban R، Ahmadi S، Swerdloff RS، Park J، Efremidze L، Redwine K، Morgan K، Matzner W (1 يناير 2009). "Testosterone administration decreases generosity in the ultimatum game". PLOS ONE. ج. 4 ع. 12: e8330. Bibcode:2009PLoSO...4.8330Z. DOI:10.1371/journal.pone.0008330. PMC:2789942. PMID:20016825.
137. ↑  Nieschlag E، Behre HM، Nieschlag S (26 يوليو 2012). Testosterone: Action, Deficiency, Substitution. Cambridge University Press. ص. 61–. ISBN:978-1-107-01290-5. مؤرشف من الأصل في 2023-01-11. اطلع عليه بتاريخ 2018-03-23.
138. ↑  Cumming DC، Wall SR (نوفمبر 1985). "Non-sex hormone-binding globulin-bound testosterone as a marker for hyperandrogenism". The Journal of Clinical Endocrinology & Metabolism. ج. 61 ع. 5: 873–6. DOI:10.1210/jcem-61-5-873. PMID:4044776.
139. ↑  Bikle DD (يناير 2021). "The Free Hormone Hypothesis: When, Why, and How to Measure the Free Hormone Levels to Assess Vitamin D, Thyroid, Sex Hormone, and Cortisol Status". JBMR Plus. ج. 5 ع. 1: e10418. DOI:10.1002/jbm4.10418. PMC:7839820. PMID:33553985.
140. 1 2  "Testosteron liber" [Free testosterone] (بالرومانية). Synevo Moldova. Archived from the original on 2023-01-29. Retrieved 2024-03-30.
141. 1 2 3  Czub MP، Venkataramany BS، Majorek KA، Handing KB، Porebski PJ، Beeram SR، Suh K، Woolfork AG، Hage DS، Shabalin IG، Minor W (فبراير 2019). "Testosterone meets albumin - the molecular mechanism of sex hormone transport by serum albumins". Chem Sci. ج. 10 ع. 6: 1607–1618. DOI:10.1039/c8sc04397c. PMC:6371759. PMID:30842823.
142. 1 2 3  Goldman AL، Bhasin S، Wu FC، Krishna M، Matsumoto AM، Jasuja R (أغسطس 2017). "A Reappraisal of Testosterone's Binding in Circulation: Physiological and Clinical Implications". Endocr Rev. ج. 38 ع. 4: 302–324. DOI:10.1210/er.2017-00025. PMC:6287254. PMID:28673039.
143. ↑  Cunningham SK، Loughlin T، Culliton M، McKenna TJ (سبتمبر 1985). "The relationship between sex steroids and sex-hormone-binding globulin in plasma in physiological and pathological conditions". Ann Clin Biochem. ج. 22 ع. 5: 489–97. DOI:10.1177/000456328502200504. PMID:4062218.
144. ↑  Qu X، Donnelly R (نوفمبر 2020). "Sex Hormone-Binding Globulin (SHBG) as an Early Biomarker and Therapeutic Target in Polycystic Ovary Syndrome". Int J Mol Sci. ج. 21 ع. 21: 8191. DOI:10.3390/ijms21218191. PMC:7663738. PMID:33139661.
145. ↑  Aribas E، Kavousi M، Laven JS، Ikram MA، Roeters van Lennep JE (سبتمبر 2021). "Aging, Cardiovascular Risk, and SHBG Levels in Men and Women From the General Population". J Clin Endocrinol Metab. ج. 106 ع. 10: 2890–2900. DOI:10.1210/clinem/dgab470. PMC:8475196. PMID:34197576.
146. ↑  Hiipakka RA، Liao S (أكتوبر 1998). "Molecular mechanism of androgen action". Trends in Endocrinology and Metabolism. ج. 9 ع. 8: 317–24. DOI:10.1016/S1043-2760(98)00081-2. PMID:18406296. S2CID:23385663.
147. ↑  McPhaul MJ، Young M (سبتمبر 2001). "Complexities of androgen action". Journal of the American Academy of Dermatology. ج. 45 ع. 3 Suppl: S87–94. DOI:10.1067/mjd.2001.117429. PMID:11511858.
148. ↑  Bennett NC، Gardiner RA، Hooper JD، Johnson DW، Gobe GC (2010). "Molecular cell biology of androgen receptor signalling". Int. J. Biochem. Cell Biol. ج. 42 ع. 6: 813–27. DOI:10.1016/j.biocel.2009.11.013. PMID:19931639.
149. ↑  Wang C، Liu Y، Cao JM (2014). "G protein-coupled receptors: extranuclear mediators for the non-genomic actions of steroids". Int J Mol Sci. ج. 15 ع. 9: 15412–25. DOI:10.3390/ijms150915412. PMC:4200746. PMID:25257522.
150. ↑  Lang F، Alevizopoulos K، Stournaras C (2013). "Targeting membrane androgen receptors in tumors". Expert Opin. Ther. Targets. ج. 17 ع. 8: 951–63. DOI:10.1517/14728222.2013.806491. PMID:23746222. S2CID:23918273.
151. ↑  Breiner M، Romalo G، Schweikert HU (أغسطس 1986). "Inhibition of androgen receptor binding by natural and synthetic steroids in cultured human genital skin fibroblasts". Klinische Wochenschrift. ج. 64 ع. 16: 732–37. DOI:10.1007/BF01734339. PMID:3762019. S2CID:34846760.
152. ↑  Kelly MJ، Qiu J، Rønnekleiv OK (1 يناير 2005). Estrogen signaling in the hypothalamus. Vitamins & Hormones. Academic Press. ج. 71. ص. 123–45. DOI:10.1016/S0083-6729(05)71005-0. ISBN:978-0-12-709871-5. PMID:16112267.
153. ↑  Kohtz AS، Frye CA (2012). "Dissociating Behavioral, Autonomic, and Neuroendocrine Effects of Androgen Steroids in Animal Models". Psychiatric Disorders. Methods in Molecular Biology. Springer. ج. 829. ص. 397–431. DOI:10.1007/978-1-61779-458-2_26. ISBN:978-1-61779-457-5. PMID:22231829.
154. 1 2  Prough RA، Clark BJ، Klinge CM (2016). "Novel mechanisms for DHEA action". J. Mol. Endocrinol. ج. 56 ع. 3: R139–55. DOI:10.1530/JME-16-0013. PMID:26908835.
155. 1 2  Lazaridis I، Charalampopoulos I، Alexaki VI، Avlonitis N، Pediaditakis I، Efstathopoulos P، Calogeropoulou T، Castanas E، Gravanis A (2011). "Neurosteroid dehydroepiandrosterone interacts with nerve growth factor (NGF) receptors, preventing neuronal apoptosis". PLOS Biol. ج. 9 ع. 4: e1001051. DOI:10.1371/journal.pbio.1001051. PMC:3082517. PMID:21541365.
156. 1 2  Gravanis A، Calogeropoulou T، Panoutsakopoulou V، Thermos K، Neophytou C، Charalampopoulos I (2012). "Neurosteroids and microneurotrophins signal through NGF receptors to induce prosurvival signaling in neuronal cells". Sci Signal. ج. 5 ع. 246: pt8. DOI:10.1126/scisignal.2003387. PMID:23074265. S2CID:26914550.
157. ↑  Albayrak Y، Hashimoto K (2017). "Sigma-1 Receptor Agonists and Their Clinical Implications in Neuropsychiatric Disorders". Sigma Receptors: Their Role in Disease and as Therapeutic Targets. Advances in Experimental Medicine and Biology. Springer. ج. 964. ص. 153–161. DOI:10.1007/978-3-319-50174-1_11. ISBN:978-3-319-50172-7. PMID:28315270.
158. ↑  Regitz-Zagrosek V (2 أكتوبر 2012). Sex and Gender Differences in Pharmacology. Springer Science & Business Media. ص. 245–. ISBN:978-3-642-30725-6. مؤرشف من الأصل في 2024-03-02.
159. ↑  Waterman MR، Keeney DS (1992). "Genes involved in androgen biosynthesis and the male phenotype". Hormone Research. ج. 38 ع. 5–6: 217–21. DOI:10.1159/000182546. PMID:1307739.
160. ↑  Zuber MX، Simpson ER، Waterman MR (ديسمبر 1986). "Expression of bovine 17 alpha-hydroxylase cytochrome P-450 cDNA in nonsteroidogenic (COS 1) cells". Science. ج. 234 ع. 4781: 1258–61. Bibcode:1986Sci...234.1258Z. DOI:10.1126/science.3535074. PMID:3535074.
161. ↑  Brooks RV (نوفمبر 1975). "Androgens". Clinics in Endocrinology and Metabolism. ج. 4 ع. 3: 503–20. DOI:10.1016/S0300-595X(75)80045-4. PMID:58744.
162. ↑  Zouboulis CC، Degitz K (2004). "Androgen action on human skin – from basic research to clinical significance". Experimental Dermatology. ج. 13 ع. Suppl 4: 5–10. DOI:10.1111/j.1600-0625.2004.00255.x. PMID:15507105. S2CID:34863608.
163. 1 2 3 4 5 6 7 8 9 10  Becker KL (2001). Principles and Practice of Endocrinology and Metabolism. Lippincott Williams & Wilkins. ص. 1116, 1119, 1183. ISBN:978-0-7817-1750-2. مؤرشف من الأصل في 2023-01-11. اطلع عليه بتاريخ 2016-11-03.
164. 1 2 3 4  Wecker L، Watts S، Faingold C، Dunaway G، Crespo L (1 أبريل 2009). Brody's Human Pharmacology. Elsevier Health Sciences. ص. 468–469. ISBN:978-0-323-07575-6. مؤرشف من الأصل في 2023-01-11. اطلع عليه بتاريخ 2016-11-03.
165. ↑  Penning TM (2010). "New frontiers in androgen biosynthesis and metabolism". Curr Opin Endocrinol Diabetes Obes. ج. 17 ع. 3: 233–9. DOI:10.1097/MED.0b013e3283381a31. PMC:3206266. PMID:20186052.
166. ↑  Horsky J، Presl J (6 ديسمبر 2012). Ovarian Function and its Disorders: Diagnosis and Therapy. Springer Science & Business Media. ص. 107–. ISBN:978-94-009-8195-9. مؤرشف من الأصل في 2023-01-11. اطلع عليه بتاريخ 2016-11-05.
167. 1 2 3 4  Zhou S (6 أبريل 2016). Cytochrome P450 2D6: Structure, Function, Regulation and Polymorphism. CRC Press. ص. 242–. ISBN:978-1-4665-9788-4. مؤرشف من الأصل في 2023-11-18.
168. ↑  Trager L (1977). Steroidhormone: Biosynthese, Stoffwechsel, Wirkung (بالألمانية). Springer-Verlag. p. 349. ISBN:978-0-387-08012-3.
169. ↑  Randall VA (أبريل 1994). "Role of 5 alpha-reductase in health and disease". Baillière's Clinical Endocrinology and Metabolism. ج. 8 ع. 2: 405–31. DOI:10.1016/S0950-351X(05)80259-9. PMID:8092979.
170. ↑  Meinhardt U، Mullis PE (أغسطس 2002). "The essential role of the aromatase/p450arom". Seminars in Reproductive Medicine. ج. 20 ع. 3: 277–84. DOI:10.1055/s-2002-35374. PMID:12428207. S2CID:25407830.
171. ↑  Noakes DE (23 أبريل 2009). Arthur's Veterinary Reproduction and Obstetrics. Elsevier Health Sciences UK. ص. 695–. ISBN:978-0-7020-3990-4. مؤرشف من الأصل في 2023-11-18.
172. ↑  Nieschlag E، Behre HM (1 أبريل 2004). Testosterone: Action, Deficiency, Substitution. Cambridge University Press. ص. 626–. ISBN:978-1-139-45221-2. مؤرشف من الأصل في 2023-11-18.
173. ↑  Mozayani A، Raymon L (18 سبتمبر 2011). Handbook of Drug Interactions: A Clinical and Forensic Guide. Springer Science & Business Media. ص. 656–. ISBN:978-1-61779-222-9. مؤرشف من الأصل في 2023-03-26.
174. ↑  Sundaram K، Kumar N، Monder C، Bardin CW (1995). "Different patterns of metabolism determine the relative anabolic activity of 19-norandrogens". J. Steroid Biochem. Mol. Biol. ج. 53 ع. 1–6: 253–7. DOI:10.1016/0960-0760(95)00056-6. PMID:7626464. S2CID:32619627.
175. ↑  Parl FF (2000). Estrogens, Estrogen Receptor and Breast Cancer. IOS Press. ص. 25–. ISBN:978-0-9673355-4-4. مؤرشف من الأصل في 2024-12-03.
176. ↑  Norman AW، Henry HL (30 يوليو 2014). Hormones. Academic Press. ص. 261–. ISBN:978-0-08-091906-5. مؤرشف من الأصل في 2023-11-18.
177. ↑  Payne AH، O'Shaughnessy P (1996). "Structure, function, and regulation of steroidogenic enzymes in the Leydig cell". Leydig Cell. Vienna [Il]: Cache River Press. ص. 260–85. ISBN:978-0-9627422-7-9.
178. ↑  Swerdloff RS، Wang C، Bhasin S (أبريل 1992). "Developments in the control of testicular function". Baillière's Clinical Endocrinology and Metabolism. ج. 6 ع. 2: 451–83. DOI:10.1016/S0950-351X(05)80158-2. PMID:1377467.
179. ↑  Liverman CT، Blazer DG، وآخرون (Institute of Medicine (US) Committee on Assessing the Need for Clinical Trials of Testosterone Replacement Therapy) (1 يناير 2004). "Introduction". Testosterone and Aging: Clinical Research Directions. National Academies Press (US). DOI:10.17226/10852. ISBN:978-0-309-09063-6. PMID:25009850. مؤرشف من الأصل في 2016-01-10. اطلع عليه بتاريخ 2016-09-26 – عبر www.ncbi.nlm.nih.gov.
180. ↑  Huhtaniemi I (2014). "Late-onset hypogonadism: current concepts and controversies of pathogenesis, diagnosis and treatment". Asian Journal of Andrology. ج. 16 ع. 2: 192–202. DOI:10.4103/1008-682X.122336. PMC:3955328. PMID:24407185.
181. ↑  Huhtaniemi IT (2014). "Andropause--lessons from the European Male Ageing Study". Annales d'Endocrinologie. ج. 75 ع. 2: 128–31. DOI:10.1016/j.ando.2014.03.005. PMID:24793989.
182. ↑  Vingren JL، Kraemer WJ، Ratamess NA، Anderson JM، Volek JS، Maresh CM (2010). "Testosterone physiology in resistance exercise and training: the up-stream regulatory elements". Sports Medicine. ج. 40 ع. 12: 1037–53. DOI:10.2165/11536910-000000000-00000. PMID:21058750. S2CID:11683565.
183. ↑  Hulmi JJ، Ahtiainen JP، Selänne H، Volek JS، Häkkinen K، Kovanen V، Mero AA (مايو 2008). "Androgen receptors and testosterone in men—effects of protein ingestion, resistance exercise and fiber type". The Journal of Steroid Biochemistry and Molecular Biology. ج. 110 ع. 1–2: 130–37. DOI:10.1016/j.jsbmb.2008.03.030. PMID:18455389. S2CID:26280370.
184. ↑  Hackney AC، Moore AW، Brownlee KK (2005). "Testosterone and endurance exercise: development of the "exercise-hypogonadal male condition"". Acta Physiologica Hungarica. ج. 92 ع. 2: 121–37. DOI:10.1556/APhysiol.92.2005.2.3. PMID:16268050.
185. ↑  Livera G، Rouiller-Fabre V، Pairault C، Levacher C، Habert R (أغسطس 2002). "Regulation and perturbation of testicular functions by vitamin A". Reproduction. ج. 124 ع. 2: 173–180. DOI:10.1530/rep.0.1240173. PMID:12141930.
186. ↑  Pilz S، Frisch S، Koertke H، Kuhn J، Dreier J، Obermayer-Pietsch B، Wehr E، Zittermann A (مارس 2011). "Effect of vitamin D supplementation on testosterone levels in men". Hormone and Metabolic Research. ج. 43 ع. 3: 223–225. DOI:10.1055/s-0030-1269854. PMID:21154195. S2CID:206315145.
187. ↑  Prasad AS، Mantzoros CS، Beck FW، Hess JW، Brewer GJ (مايو 1996). "Zinc status and serum testosterone levels of healthy adults". Nutrition. ج. 12 ع. 5: 344–348. CiteSeerX:10.1.1.551.4971. DOI:10.1016/S0899-9007(96)80058-X. PMID:8875519.
188. ↑  Koehler K، Parr MK، Geyer H، Mester J، Schänzer W (يناير 2009). "Serum testosterone and urinary excretion of steroid hormone metabolites after administration of a high-dose zinc supplement". European Journal of Clinical Nutrition. ج. 63 ع. 1: 65–70. DOI:10.1038/sj.ejcn.1602899. PMID:17882141.
189. ↑  Whittaker J، Wu K (يونيو 2021). "Low-fat diets and testosterone in men: Systematic review and meta-analysis of intervention studies". The Journal of Steroid Biochemistry and Molecular Biology. ج. 210: 105878. arXiv:2204.00007. DOI:10.1016/j.jsbmb.2021.105878. PMID:33741447. S2CID:232246357.
190. ↑  Akdoğan M، Tamer MN، Cüre E، Cüre MC، Köroğlu BK، Delibaş N (مايو 2007). "Effect of spearmint (Mentha spicata Labiatae) teas on androgen levels in women with hirsutism". Phytotherapy Research. ج. 21 ع. 5: 444–47. DOI:10.1002/ptr.2074. PMID:17310494. S2CID:21961390.
191. ↑  Kumar V، Kural MR، Pereira BM، Roy P (ديسمبر 2008). "Spearmint induced hypothalamic oxidative stress and testicular anti-androgenicity in male rats - altered levels of gene expression, enzymes and hormones". Food and Chemical Toxicology. ج. 46 ع. 12: 3563–70. DOI:10.1016/j.fct.2008.08.027. PMID:18804513.
192. ↑  Grant P (فبراير 2010). "Spearmint herbal tea has significant anti-androgen effects in polycystic ovarian syndrome. A randomized controlled trial". Phytotherapy Research. ج. 24 ع. 2: 186–88. DOI:10.1002/ptr.2900. PMID:19585478. S2CID:206425734.
193. ↑  Armanini D، Fiore C، Mattarello MJ، Bielenberg J، Palermo M (سبتمبر 2002). "History of the endocrine effects of licorice". Experimental and Clinical Endocrinology & Diabetes. ج. 110 ع. 6: 257–61. DOI:10.1055/s-2002-34587. PMID:12373628.
194. ↑  Håkonsen LB، Thulstrup AM، Aggerholm AS، Olsen J، Bonde JP، Andersen CY، Bungum M، Ernst EH، Hansen ML، Ernst EH، Ramlau-Hansen CH (2011). "Does weight loss improve semen quality and reproductive hormones? Results from a cohort of severely obese men". Reproductive Health. ج. 8 ع. 1: 24. DOI:10.1186/1742-4755-8-24. PMC:3177768. PMID:21849026.
195. ↑  MacDonald AA، Herbison GP، Showell M، Farquhar CM (2010). "The impact of body mass index on semen parameters and reproductive hormones in human males: a systematic review with meta-analysis". Human Reproduction Update. ج. 16 ع. 3: 293–311. DOI:10.1093/humupd/dmp047. PMID:19889752.
196. ↑  Andersen ML، Tufik S (أكتوبر 2008). "The effects of testosterone on sleep and sleep-disordered breathing in men: its bidirectional interaction with erectile function". Sleep Medicine Reviews. ج. 12 ع. 5: 365–79. DOI:10.1016/j.smrv.2007.12.003. PMID:18519168.
197. ↑  Schultheiss OC، Campbell KL، McClelland DC (ديسمبر 1999). "Implicit power motivation moderates men's testosterone responses to imagined and real dominance success". Hormones and Behavior. ج. 36 ع. 3: 234–41. CiteSeerX:10.1.1.326.9322. DOI:10.1006/hbeh.1999.1542. PMID:10603287. S2CID:6002474.
198. ↑  Chernecky CC، Berger BJ (31 أكتوبر 2012). Laboratory Tests and Diagnostic Procedures – E-Book. Elsevier Health Sciences. ص. 1059–1062. ISBN:978-1-4557-4502-9.
199. ↑  Bajaj L، Berman S (1 يناير 2011). Berman's Pediatric Decision Making. Elsevier Health Sciences. ص. 160–. ISBN:978-0-323-05405-8. مؤرشف من الأصل في 2023-01-11. اطلع عليه بتاريخ 2018-03-25.
200. ↑  Styne DM (25 أبريل 2016). Pediatric Endocrinology: A Clinical Handbook. Springer. ص. 191–. ISBN:978-3-319-18371-8. مؤرشف من الأصل في 2023-01-11. اطلع عليه بتاريخ 2018-03-25.
201. ↑  Sperling MA (10 أبريل 2014). Pediatric Endocrinology E-Book. Elsevier Health Sciences. ص. 488–. ISBN:978-1-4557-5973-6. مؤرشف من الأصل في 2023-01-11. اطلع عليه بتاريخ 2018-03-25.
202. ↑  Pagana KD، Pagana TJ، Pagana TN (19 سبتمبر 2014). Mosby's Diagnostic and Laboratory Test Reference – E-Book. Elsevier Health Sciences. ص. 879–. ISBN:978-0-323-22592-2. مؤرشف من الأصل في 2023-01-11. اطلع عليه بتاريخ 2018-03-25.
203. ↑  Engorn B، Flerlage J (1 مايو 2014). The Harriet Lane Handbook E-Book. Elsevier Health Sciences. ص. 240–. ISBN:978-0-323-11246-8. مؤرشف من الأصل في 2023-01-11. اطلع عليه بتاريخ 2018-03-25.
204. ↑  Trost LW، Mulhall JP (يوليو 2016). "Challenges in Testosterone Measurement, Data Interpretation, and Methodological Appraisal of Interventional Trials | the Journal of Sexual Medicine | Oxford Academic". The Journal of Sexual Medicine. ج. 13 ع. 7: 1029–1046. DOI:10.1016/j.jsxm.2016.04.068. PMC:5516925. PMID:27209182.
205. ↑  Janse F، Tanahatoe SJ، Eijkemans MJ، Fauser BC (يوليو 2012). "Testosterone concentrations, using different assays, in different types of ovarian insufficiency: A systematic review and meta-analysis | Human Reproduction Update | Oxford Academic". Human Reproduction Update. ج. 18 ع. 4: 405–419. DOI:10.1093/humupd/dms013. مؤرشف من الأصل في 2024-02-20. اطلع عليه بتاريخ 2024-02-20.
206. ↑  Tiulpakov MA, Nagaeva EV, Kalinchenko NY, Bezlepkina OB (Jan 2024). "[A promising approach for therapy control in congenital adrenal hyperplasia. Problems of Endocrinology]". Probl Endokrinol (Mosk) (بالروسية). 69 (6): 102–108. DOI:10.14341/probl13328. PMC:10848187. PMID:38311999.
207. ↑  de Ronde W، van der Schouw YT، Pols HA، Gooren LJ، Muller M، Grobbee DE، de Jong FH (سبتمبر 2006). "Calculation of bioavailable and free testosterone in men: a comparison of 5 published algorithms". Clinical Chemistry. ج. 52 ع. 9: 1777–84. DOI:10.1373/clinchem.2005.063354. PMID:16793931.
208. ↑  Hasler J، Herklotz R، Luppa PB، Diver MJ، Thevis M، Metzger J، Savoca R، Jermini F، Huber AR (1 يناير 2006). "Impact of recent biochemical findings on the determination of free and bioavailable testosterone: evaluation and proposal for clinical use". LaboratoriumsMedizin. ج. 30 ع. 6: 492–505. DOI:10.1515/JLM.2006.050.
209. ↑  "RCSB PDB - 1D2S". Crystal Structure of the N-Terminal Laminin G-Like Domain of SHBG in Complex with Dihydrotestosterone. مؤرشف من الأصل في 2021-06-28. اطلع عليه بتاريخ 2019-02-19.
210. ↑  Cohen J، Nassau DE، Patel P، Ramasamy R (10 يناير 2020). "Low Testosterone in Adolescents & Young Adults". Frontiers in Endocrinology. ج. 10: 916. DOI:10.3389/fendo.2019.00916. PMC:6966696. PMID:32063884.
211. ↑  Nassar GW، Leslie S (2024). "Physiology, Testosterone". StatPearls. Treasure Island (FL): StatPearls Publishing. PMID:30252384. مؤرشف من الأصل في 2023-10-02. اطلع عليه بتاريخ 2024-03-03.
212. 1 2  antipufaadmin (4 مارس 2022). "What Country Has The Highest Testosterone?". testosteronedecline.com. مؤرشف من الأصل في 2024-03-03. اطلع عليه بتاريخ 2024-03-03.
213. ↑  "Testosterone Levels 100 Years Ago - TestosteroneDecline.com". testosteronedecline.com. 13 أكتوبر 2021. مؤرشف من الأصل في 2024-03-03. اطلع عليه بتاريخ 2024-03-03.
214. ↑  Berthold AA (1849). "Transplantation der Hoden" [Transplantation of testis]. Arch. Anat. Physiol. Wiss. (بالألمانية). 16: 42–46.
215. ↑  Brown-Sequard CE (1889). "The effects produced on man by subcutaneous injections of liquid obtained from the testicles of animals". Lancet. ج. 2 ع. 3438: 105–107. DOI:10.1016/S0140-6736(00)64118-1. مؤرشف من الأصل في 2021-03-08. اطلع عليه بتاريخ 2019-09-16.
216. ↑  Gallagher TF، Koch FC (نوفمبر 1929). "The testicular hormone". J. Biol. Chem. ج. 84 ع. 2: 495–500. DOI:10.1016/S0021-9258(18)77008-7.
217. ↑  David KG, Dingemanse E, Freud JL (May 1935). "Über krystallinisches mannliches Hormon aus Hoden (Testosteron) wirksamer als aus harn oder aus Cholesterin bereitetes Androsteron" [On crystalline male hormone from testicles (testosterone) effective as from urine or from cholesterol]. Hoppe-Seyler's Z Physiol Chem (بالألمانية). 233 (5–6): 281–83. DOI:10.1515/bchm2.1935.233.5-6.281.
218. ↑  Butenandt A, Hanisch G (1935). "Uber die Umwandlung des Dehydroandrosterons in Androstenol-(17)-one-(3) (Testosterone); um Weg zur Darstellung des Testosterons auf Cholesterin (Vorlauf Mitteilung). [The conversion of dehydroandrosterone into androstenol-(17)-one-3 (testosterone); a method for the production of testosterone from cholesterol (preliminary communication)]". Chemische Berichte (بالألمانية). 68 (9): 1859–62. DOI:10.1002/cber.19350680937.
219. ↑  Ruzicka L, Wettstein A (1935). "Uber die kristallinische Herstellung des Testikelhormons, Testosteron (Androsten-3-ol-17-ol) [The crystalline production of the testicle hormone, testosterone (Androsten-3-ol-17-ol)]". Helvetica Chimica Acta (بالألمانية). 18: 1264–75. DOI:10.1002/hlca.193501801176.
220. ↑  Hoberman JM، Yesalis CE (فبراير 1995). "The history of synthetic testosterone". Scientific American. ج. 272 ع. 2: 76–81. Bibcode:1995SciAm.272b..76H. DOI:10.1038/scientificamerican0295-76. PMID:7817189.
221. ↑  Kenyon AT، Knowlton K، Sandiford I، Koch FC، Lotwin، G (فبراير 1940). "A comparative study of the metabolic effects of testosterone propionate in normal men and women and in eunuchoidism". Endocrinology. ج. 26 ع. 1: 26–45. DOI:10.1210/Endo-26-1-26.
222. ↑  Schwarz S، Onken D، Schubert A (يوليو 1999). "The steroid story of Jenapharm: from the late 1940s to the early 1970s". Steroids. ج. 64 ع. 7: 439–45. DOI:10.1016/S0039-128X(99)00003-3. PMID:10443899. S2CID:40156824.
223. ↑  de Kruif P (1945). The Male Hormone. New York: Harcourt, Brace.
224. ↑  Batth، Rituraj؛ Nicolle، Clément؛ Cuciurean، Ilenuta Simina؛ Simonsen، Henrik Toft (3 سبتمبر 2020). "Biosynthesis and Industrial Production of Androsteroids". Plants. ج. 9 ع. 9: 1144. Bibcode:2020Plnts...9.1144B. DOI:10.3390/plants9091144. ISSN:2223-7747. PMC:7570361. PMID:32899410.
225. ↑  Mechoulam R، Brueggemeier RW، Denlinger DL (سبتمبر 1984). "Estrogens in insects". Cellular and Molecular Life Sciences. ج. 40 ع. 9: 942–44. DOI:10.1007/BF01946450. S2CID:31950471.
226. ↑  Guerriero G (2009). "Vertebrate sex steroid receptors: evolution, ligands, and neurodistribution". Annals of the New York Academy of Sciences. ج. 1163 ع. 1: 154–68. Bibcode:2009NYASA1163..154G. DOI:10.1111/j.1749-6632.2009.04460.x. PMID:19456336. S2CID:5790990.
227. ↑  Bryan MB، Scott AP، Li W (2008). "Sex steroids and their receptors in lampreys". Steroids. ج. 73 ع. 1: 1–12. DOI:10.1016/j.steroids.2007.08.011. PMID:17931674. S2CID:33753909.
228. ↑  Nelson RF (2005). An introduction to behavioral endocrinology. Sunderland, Mass: Sinauer Associates. ص. 143. ISBN:978-0-87893-617-5.
229. ↑  De Loof A (أكتوبر 2006). "Ecdysteroids: the overlooked sex steroids of insects? Males: the black box". Insect Science. ج. 13 ع. 5: 325–338. Bibcode:2006InsSc..13..325D. DOI:10.1111/j.1744-7917.2006.00101.x. S2CID:221810929.

### باللغة العربيَّة
1. ↑  [أ] محمد هيثم الخياط (2006). المعجم الطبي الموحد: إنكليزي - عربي (بالعربية والإنجليزية) (ط. 4). بيروت: مكتبة لبنان ناشرون، منظمة الصحة العالمية. ص. 2115. ISBN:978-9953-33-726-5. OCLC:192108789. QID:Q12193380.
[ب] يوسف حتي؛ أحمد شفيق الخطيب (2011). قاموس حتي الطبي الجديد: طبعة جديدة وموسعة ومعززة بالرسوم إنكليزي - عربي مع ملحقات ومسرد عربي - إنكليزي (بالعربية والإنجليزية) (ط. الأولى). بيروت: مكتبة لبنان ناشرون. ص. 884. ISBN:978-9953-86-883-7. OCLC:868913367. QID:Q112962638.
[جـ] قاسم سارة (2013). محمد حسان ملص (المحرر). معجم أكاديميا الطبي الجديد (بالعربية والإنجليزية). مراجعة: محمد الدبس (ط. 1). أكاديميا إنترناشيونال. ص. 672. ISBN:978-9953-37-092-7. OCLC:1164356572. QID:Q112637909.
[د] محمد مرعشي (2003). معجم مرعشي الطبي الكبير (بالعربية والإنجليزية). بيروت: مكتبة لبنان ناشرون. ص. 239. ISBN:978-9953-33-054-9. OCLC:4771449526. QID:Q98547939.
[هـ] أحمد نبيل أبو خطوة؛ هاني شودري (2022). رانية العرضاوي (المحرر). معجم الكيمياء الحيوية والجينوم والبيولوجيا الجزئية (بالعربية والإنجليزية). جدة: جامعة الملك عبد العزيز. ص. 727. ISBN:978-603-8337-24-0. QID:Q124330658.
2. ↑  [أ] أيمن الحسيني (1996). قاموس ابن سينا الطبي: قاموس طبي علمي مصور (بالعربية والإنجليزية). مراجعة: عز الدين نجيب. القاهرة: مكتبة ابن سينا. ص. 349. ISBN:978-977-271-202-1. OCLC:4770172048. QID:Q113472538.
[ب] كمال الدين الحناوي (1995)، معجم المصطلحات الطبية الحديثة: إنكليزي - عربي (بالعربية والإنجليزية) (ط. 2)، القاهرة: المكتبة الأكاديمية، ص. 536، OCLC:907402018، QID:Q119625479
3. ↑  زهير أحمد السباعي، محمد علي البار (1993). الطبيب، أدبه وفقهه (PDF) (ط. 1). دار القلم (دمشق)، الدار الشامية (بيروت). ص. 319. ASIN:B0DLTBDVFX. OCLC:165111288. اطلع عليه بتاريخ 2025-01-25.
4. ↑  عبد العزيز اللبدي (2005)، القاموس الطبي العربي: عربي - عربي (بالعربية والإنجليزية) (ط. 1)، عَمَّان: دار البشير (الأردن)، ص. 225، OCLC:81299958، QID:Q119764318
5. ↑  معجم الكيمياء والصيدلة (بالعربية والإنجليزية)، القاهرة: مجمع اللغة العربية بالقاهرة، ج. 2، 1994، ص. 223، QID:Q119442084
6. ↑  محمد بلقزيز (2004). التشريح في المراجع العربية الأصيلة بطريقة التأثيل. مطبعة النجاح الجديدة. ج. 2. OCLC:1227674080. اطلع عليه بتاريخ 2025-01-25.